# Críticas liberales al marxismo
El liberalismo ha dirigido su crítica a dos aspectos clave del pensamiento marxista: el historicismo y su justificación del socialismo como régimen colectivista para una futura clase obrera.
El liberalismo clásico, en tanto ha promovido, acompañado y explicado el desarrollo del libre intercambio de mercancías y la libre propiedad privada sobre el capital como corolario necesario de un constante desarrollo tecnológico y cultural, ha sido parte principal en el debate intelectual con el marxismo cuya teoría de la historia considera al mercado libre una necesidad provisoria y para el cual la propiedad burguesa pierde universalidad en cuanto la Revolución Industrial escinde al capital del trabajo –y por tanto intenta explicar también la génesis del liberalismo, en tanto cosmovisión de carácter universal, como una errónea justificación de origen ideológico, de una situación exclusivamente particular destinada a ser reificada.
Por otro lado, el liberalismo centra su análisis, su concepto y su valoración de la sociedad, en los individuos como sus agentes causales de última instancia, por lo cual ha chocado con el historicismo marxista y sus particulares categorías histórico-sociológicas: modos de producción, clases dominantes, historia como lucha de clases, etc. Incluso aquellas corrientes liberales que no han defendido el liberalismo económico (i.e.: el social liberalismo), o bien que hayan considerado a este innecesariamente ligado al capitalismo, han rechazado el marxismo por las mismas razones, sea por su ideario o por su metodología, y en muchos casos también reduciendo a este a ser un fenómeno sociológico explicable en los términos del propio liberalismo.

## Liberalismo clásico, social liberalismo y marxismo
El marxismo completa su doctrina con una teoría de la explotación que incluye al casi históricamente nuevo trabajo asalariado como víctima de una original opresión intraeconómica que debía ser explicada, idea que el liberalismo rechaza por no partir de las mismas premisas teóricas respecto a la naturaleza del mercado de trabajo así como de la codependencia de los individuos dentro de una economía basada en la división del trabajo: considera la formación de una incipiente clase media con base en no solo a una nueva pequeña burguesía comercial e industrial que reemplace la antigua, sino al ascenso económico y consecuente desproletarización del trabajo asalariado.
El marxismo plantea, en cambio, que el proletariado es la primera clase inferior sin economía propia cuyo dominio exigiría un sistema socialista de planificación estatal, y a su vez que es la primera clase explotada por vía económica, destinada por la ineficiencia económica del mercado burgués a la pauperización, y por sus características a ser la futura clase dominante no-explotadora, y por tanto capaz, en términos de la dialéctica hegeliana, de volverse universal, pública, y así poder absorber en sí misma las funciones colectivas del Estado al abolirse a sí misma en un período final comunista, ejerciendo sobre los individuos un poder total y consciente sin desmedro de sí misma.
Esta particular sociología política ha sido criticada por los liberales, entre otros, en nombre de confundir el colectivismo metodológico con el ontológico, desembocando en el totalitarismo y llevando a la doctrina marxista, expresada a través de regímenes de partido único como el Comunista, hacia la necesidad de buscar el poder político para preservar la hegemonía ideológica como expresión de la conciencia de clase.
Aquellos puntos comunes entre todas las diferentes críticas liberales han formado ciertos debates específicos y separados, que giran en torno a cuestiones como el socialismo, el historicismo, el totalitarismo y la ideología. Sin embargo ha habido intentos unificadores, si bien no de las confrontaciones intelectuales, sí de la explicación de su desarrollo histórico y sus implicancias tanto para liberales como para marxistas. La principal vía introductoria al debate fue la obra del pensador liberal Isaiah Berlin, cuya biografía intelectual de Karl Marx sería de crucial importancia para la divulgación del pensamiento marxista en el ambiente académico durante los comienzos del siglo XX y por su claridad una apreciada influencia en Leszek Kołakowski y su exégesis sobre el particular.

### Karl Popper: la incapacidad profética del historicismo tecnológico
El filósofo de las ciencias y epistemólogo Karl Popper realizaría una extensa y muy conocida crítica que, a pesar de ciertas simplificaciones, resultaría iluminadora de muchos elementos claves de la concepción ética y filosófica subyacente del marxismo. Para Popper, un aspecto nuclear de la doctrina de Marx sería lo que dio en llamar historicismo, cuyo primer paso de refutación bosquejó en cinco proposiciones:

1. El curso de la historia humana está fuertemente influido por el crecimiento de los conocimientos humanos. (La verdad de esta premisa tiene que ser admitida aún por los que ven nuestras ideas, incluidas nuestras ideas científicas, como el subproducto de un desarrollo material de cualquier clase que sea).
2. No podemos predecir, por métodos racionales o científicos el crecimiento futuro de nuestros conocimientos científicos. (Esta aserción puede ser probada lógicamente por consideraciones esbozadas más abajo).
3. No podemos por tanto predecir el curso futuro de la historia humana.
4. Esto significa que hemos de rechazar la posibilidad de una historia teórica; es decir, de una ciencia histórica y social de la misma naturaleza que la física teórica. No puede haber una teórica científica del desarrollo histórico que sirva de base para la predicción histórica.
5. La meta fundamental de los métodos historicistas (véanse las secciones 11 y 16 de este libro), está, por lo tanto, mal concebida; y el historicismo cae por su base.

El argumento no refuta, claro está, la posibilidad de toda clase de predicción social; por el contrario, es perfectamente compatible con la posibilidad de poner a prueba teorías sociológicas –por ejemplo teorías económicas– por medio de una predicción de que ciertos sucesos tendrán lugar bajo ciertas condiciones. Solo refuta la posibilidad de predecir sucesos históricos en tanto que puedan ser influidos por el crecimiento de nuestros conocimientos. El paso decisivo en este argumento es la proposición (2) creo que es convincente en sí misma: si hay en realidad un crecimiento de los conocimientos humanos, no podemos anticipar hoy lo que sabremos solo mañana. Esto, creo, es un razonamiento sólido, pero no equivale a una prueba lógica de la proposición. La prueba de (2) que he dado en las publicaciones mencionadas es complicada, y no me sorprendería de que se pudieran encontrar pruebas más simples. Mi prueba consiste en mostrar que ningún predictor científico –ya sea hombre o máquina– tiene la posibilidad de predecir por métodos científicos los propios resultados futuros. El intento de hacerlo solamente puede conseguir su resultado después de que el hecho haya tenido lugar, cuando ya es demasiado tarde para una predicción; pueden conseguir su resultado solo después que la predicción se haya convertido en una retrodicción.

Popper también añade en su obra sobre la sociedad abierta que, así como el clasismo va acompañado de la adopción cínica de un relativista "sistema moral clasista" no por sí mismo –ya que en términos absolutos la moral sería ilusoria para el marxista– sino por su utilidad condicional a la propia clase, así también el historicismo va acompañado de una "teoría moral historicista": una forma distinta del positivismo moral en el cual "la fuerza futura es el derecho". Dicho futurismo moral historicista (unido al supuesto de una clase vencedora definitiva) sería refutado como autocontradictorio en tanto presume espontáneo un egoísmo colectivista de la clase futura, e implica de cada individuo presente, miembro o no de la misma, un altruismo colectivista respecto de esta, lo cual exige para el proceso histórico revolucionario una dependencia hacia una deontología que su propio relativismo ya había hecho imposible.
El filósofo matemático Bertrand Russell llamaría la atención en que las obras de Popper referidas a Marx, La sociedad abierta y sus enemigos y La miseria del historicismo, resultan fundamentales para entender el liberalismo como doctrina política explicativa de la sociedad capitalista en forma alternativa al marxismo, que no sería otra cosa que una variante de aquella: respecto a una misma idealización del cambio social y el desarrollo económico su principal diferencia consiste en fijar el "progreso", en vez de en una economía capitalista siempre cambiante, en una supuesta trayectoria futura y lineal de formas de producción consecutivas, las cuales harían posible que en el futuro la clase obrera industrial, y ya no la burguesía industrial, fuera capaz de una "permanente revolución de la producción", condenando a aquella a transformarse en "reacción".

### Jacob Talmon y Raymond Aron: la doctrina totalizante y la política totalitaria
Para los autores liberales el marxismo como teoría ha fallado en forma intrínseca y no solo por contrastación empírica, sin embargo se ha realizado eficazmente como praxis, particularmente en los casos históricos más totalitarios y más centrados en el culto a la personalidad, como admiten muchos autores no totalmente afines al pensamiento liberal. El totalitarismo no sería resultado de la usurpación casi mágica del poder obrero por parte de una burocracia, sino que, a la inversa, la burocratización sería resultado de un totalitarismo obrero. De acuerdo a los liberales, el marxismo plantea un modelo de socialismo estatal para una clase obrera (el "proletariado") considerada sin economía propia (con excepción del cooperativismo que, en cualquier caso, sería una formación burguesa contra natura creada a posteriori de la clase en sí). Un socialismo estatal pro-obrero termina, para estos autores, en manos de una elite de partido sin control de ninguna clase, y luego en manos de una clase burocrática que derriba dicha elite. Pero que semejante socialismo surja directamente de una fuerza social previa, esto es, que requiera de una previa movilización obrera que luego las vanguardias revolucionarias terminan dirigiendo, sería prueba de que el socialismo burocrático es consecuencia históricamente necesaria de un socialismo obrero totalitario de masas que requiere de elites para su organización. Si una clase necesita una elite para organizarse e incluso hasta para ser educada y volverse revolucionaria, y luego termina oprimida por su propia organización, esto significa que una solución democrática al colectivismo es un oxímoron ya que su carácter oligárquico sería consecuencia inseparable del intento de generar una dictadura política proletaria con una jefatura que debe controlar a su propia clase:

El grupo de vanguardia (los conductores del proceso de ideologización) es ideológicamente más avanzado que la masa; esta conoce los valores nuevos, pero insuficientemente. Mientras en los primeros se produce un cambio cualitativo que le permite ir al sacrificio en su función de avanzada, los segundos solo ven a medias y deben ser sometidos a estímulos y presiones de cierta intensidad; es la dictadura del proletariado ejerciéndose no solo sobre la clase derrotada, sino también individualmente, sobre la clase vencedora.

Los liberales llaman la atención de que, incluso aceptando la noción de una estructura colectiva de pensamiento, la emergencia de la misma solo puede ser endógena a los individuos, si es que no va a ser coercitiva y reinsertada artificialmente por vías autocráticas:

El Estado soviético determina la conducta y la actividad de los ciudadanos soviéticos de varias maneras. Educa al pueblo ruso en el espíritu de la moral comunista, de acuerdo con un sistema que establece una serie de normas legales que reglamentan la vida de la población, imponen prohibiciones, prevén premios y castigos. El Estado soviético, con todo su poder, vigila el cumplimiento de estas normas. La conducta y la actividad del pueblo soviético se determinan también por la fuerza que dimana de una opinión pública, creada por la actividad de numerosas organizaciones públicas. El Partido Comunista y el Estado soviético desempeñan el papel principal en la formación de esta opinión pública por diversos medios, con los cuales se consigue formar el ambiente y educar a los trabajadores en un espíritu acorde con la conciencia socialista.

La "voluntad general" rousseauniana, aunque totalitaria, todavía emerge espontáneamente a través de los individuos, ciudadanos altruistas y colectivistas que pueden conocer, mediante una contradictoria infalibilidad mayoritaria, cual es el "interés general" legislativo. Con la "consciencia de clase" esto no sucede: en el marxismo cada "clase dominante" tiene una democracia que, además de ser una "representación" colectivista, se reduce al control automático de su "consciencia verdadera" sobre el poder político y a la persecución política ("dictadura") de todas las demás clases. Este control no es de la voluntad de la clase sino solo de su consciencia, y tampoco necesariamente esta consciencia en el poder es un reflejo del pensamiento generalizado dentro de esa clase en sí, aunque usualmente la compartiría. El particular caso de la consciencia proletaria sería para esto una excepción: para los marxistas esta no surge a través de sus miembros (cuya consciencia espontánea sería sindicalista) sino que emergería, como un todo separado, indirectamente del análisis intelectual de la existencia de la clase; y siendo que el carácter vital de esta lo impide, sus intereses colectivos deben ser percibidos por una elite revolucionaria cuyos miembros no necesariamente deben pertenecer a la misma (futuros cerebros de la organización social en el caso marxista y hasta hacedores de la revolución de masas en el caso leninista), para luego poder ser impuestos a los individuos de la clase en forma exógena (siendo la "aceptación" de esta imposición "prueba" de su validez). El totalitarismo se extiende así a la participación política (cabe recordar que, a diferencia de otras democracias-dictaduras de clase, la del proletariado amplifica al máximo la esfera política volviéndose una planificadora artificial de la totalidad de la sociedad), y el "interés de clase", aunque eventualmente más armónico con los intereses individuales que en el caso de Rousseau, se descubre por una vanguardia intelectual mediante la eficiencia revolucionaria de la organización:

[...E]n la dictadura del proletariado, en el paso del capitalismo al comunismo, no hay que ver un período efímero, que revista la forma de una serie de actos y decretos "revolucionarísimos", sino toda una época histórica, cuajada de guerras civiles y de choques exteriores, de una labor tenaz de organización y de edificación económica, de ofensivas y retiradas, de victorias y derrotas. Esta época histórica no solo es necesaria para sentar las premisas económicas y culturales del triunfo completo del socialismo, sino también para dar al proletariado la posibilidad, primero, de educarse y templarse, constituyendo una fuerza capaz de gobernar el país, y, segundo, de reeducar y transformar a las capas pequeñoburguesas con vistas a asegurar la organización de la producción socialista.

Tenéis que pasar –decía Marx a los obreros– por quince, veinte, cincuenta años de guerras civiles y batallas internacionales, no solo para cambiar las relaciones existentes, sino también para cambiar vosotros mismos y llegar a ser capaces de ejercer la dominación política.
Continuando y desarrollando la idea de Marx, Lenin escribe:
Bajo la dictadura del proletariado, habrá que reeducar a millones de campesinos y de pequeños propietarios, a centenares de miles de empleados, de funcionarios, de intelectuales burgueses, subordinándolos a todos al Estado proletario y a la dirección proletaria; habrá que vencer en ellos los hábitos burgueses y las tradiciones burguesas"; habrá también que "...reeducar... en lucha prolongada, sobre la base de la dictadura del proletariado, a los proletarios mismos, que no se desembarazan de sus prejuicios pequeñoburgueses de golpe, por un milagro, por obra y gracia del espíritu santo o por el efecto mágico de una consigna, de una resolución o un decreto, sino únicamente en una lucha de masas prolongada y difícil contra la influencia de las ideas pequeñoburguesas entre las masas.

Para los liberales no es posible que una dictadura totalitaria del proletariado, utilizada para organizar la vida completa de cada proletario, no termine en una dictadura totalitaria de la cabeza de ese proletariado (los miembros del Partido, que propiamente no son una clase social, ni siquiera económica como la burocracia) sobre cada proletario regulado, puesto que ya en la idea original de su regulación no puede quedarle independencia; vigilado o reprimido políticamente en nombre de su colaboración o pertenencia potencial a las clases enemigas:

Tratar conceptualmente la "clase" como si tuviera el mismo valor que la "comunidad" conduce a una distorsión. Hay un hecho importante, y después de todo, bastante simple, que ayuda a comprender los acontecimientos históricos: los hombres colocados en la misma situación de clase reaccionan por lo común con actos masivos ante situaciones tan tangibles como las económicas, en dirección de los intereses más adecuados para su número. Por sobre todo, este hecho no debe estimular ese manejo pseudocientífico de los conceptos de "clase" e "intereses de clase" tan común en estos tiempos, y que ha encontrado su expresión clásica en la afirmación de un autor de talento, según el cual el individuo puede equivocarse respecto de sus intereses, pero la "clase" es "infalible" en lo que atañe a los suyos.

El pensador liberal Raymond Aron haría su propia enumeración de componentes que llevan a su propia definición de totalitarismo. Aron comparte con las diferentes definiciones clásicas en pugna (Hannah Arendt, Zbigniew Brzezinski, Leonard Schapiro, Juan José Linz, etc.) la importancia de asignar un papel clave a la ideología en la planificación de la cultura así como la asimilación de los ciudadanos a una militancia política forzada (externa o interna al partido único). El carácter antihumanitario de la doctrina oficial no cambia por el hecho de haber sido construida sobre la base de preceptos del humanismo moderno (como el comunismo marxista-leninista) o a partir de raíces posmodernas antihumanistas (como el socialismo fascista):

¿En qué consiste el fenómeno totalitario? Este fenómeno, como todos los fenómenos sociales, se presta a múltiples definiciones, según el aspecto que el observador retenga. Creo que los cinco elementos principales son los siguientes: 
1º El fenómeno totalitario consiste en un régimen que otorga a un partido el monopolio de la actividad política. 
2º El partido que monopoliza la actividad pública está armado de una ideología que le confiere una autoridad absoluta y que, en consecuencia, se transforma en la verdad oficial del Estado. 
3º Para difundir esta verdad oficial, el Estado se reserva para sí un doble monopolio, el monopolio de la fuerza y el de los medios de persuasión. El conjunto de los medios de comunicación, radio, televisión, prensa, está dirigido, dominado, por el Estado y los que lo representan. 
4º La mayor parte de las actividades económicas y profesionales están sometidas al Estado, y acaban siendo, en cierta manera, parte del mismo. Como el Estado es inseparable de su ideología, la gran parte de las actividades económicas y profesionales están coloreadas por la verdad oficial.
5º Estando toda actividad dominada por el Estado y sometida a la ideología, cualquier fallo cometido en una actividad económica o profesional es simultáneamente un error ideológico, por lo que en último término se produce la politización y transfiguración ideológica de todas las faltas posibles de los individuos y, para concluir, un terror a la vez policíaco e ideológico. 

Se puede considerar como esencial, en la definición del totalitarismo, bien el monopolio de un partido, bien la estatalización de la vida económica o bien el terror ideológico. El fenómeno es perfecto cuando todos esos elementos se juntan y se cumplen plenamente.

### Carl Menger a Eugen von Böhm-Bawerk: los problemas de la plusvalía laboral y la teoría de la explotación
Los miembros de la escuela austríaca fueron los primeros economistas liberales en criticar sistemáticamente la escuela marxista de pensamiento. Esto fue, en parte, una reacción a la Methodenstreit (controversia sobre la cuestión del método), cuando atacaron las doctrinas hegelianas de la escuela histórica. Aunque muchos autores marxistas han intentado presentar a la escuela austríaca como reacción burguesa a Marx, tal interpretación es insostenible: Carl Menger, iniciador de una de las principales tres corrientes de la llamada revolución marginalista en la historia del pensamiento económico, escribió sus Principios de economía política casi al mismo tiempo que Marx completaba su Crítica de la economía política. Los economistas austríacos fueron, no obstante, los primeros en enfrentarse directamente con el marxismo, ya que ambos trataban de asuntos como el dinero, el capital, los ciclos económicos y los procesos económicos. El heredero y sistematizador del marginalismo mengeriano fue Eugen von Böhm-Bawerk, quien continuó el debate confrontando directamente la teoría de la explotación.

#### Menger: el valor de uso como cuantificador marginal contra el valor de uso como condición binaria
Carl Menger plantearía el hecho, ya parcialmente reconocido por Marx, de que el valor social de una mercancía no reproducible mediante el trabajo depende, con independencia del esfuerzo para haberlo creado, de sus valores de uso en términos marginales según la escasez y por ende no de la cuantía de trabajo socialmente necesaria para crearlo, siendo dicho bien capaz, dentro de una sociedad mercantil, de expresar su valor social en un precio a pesar de no representar dicho valor ninguna forma de sustancia común en el intercambio. Para Menger esto implica que si el determinante real del valor de este tipo de bien es la utilidad social y no el trabajo mínimo necesario cristalizado en el mismo, puede explicarse de la misma manera cómo se genera el precio o valor de cambio en el caso de los bienes reproducibles. Y en tanto que también en dicho caso la interrelación de valores subjetivos de uso debería ser el determinante del valor social de los mismos, entonces sólo recién desde allí cabe averiguar cómo se adaptan los costos y las cantidades de trabajo al mismo, y no a la inversa:

Es indudable que la comparación del valor del producto con el valor de los medios de producción empleados para conseguirlo nos enseña si y hasta qué punto fue razonable es decir, económica, la producción del mismo. Con todo, esto sólo sirve para juzgar una actividad humana perteneciente al pasado. Pero respecto del valor mismo del producto, las cantidades de bienes empleados en conseguirlo no tienen ninguna influencia determinante ni necesaria ni inmediata.
Es también insostenible la opinión de que las cantidades de trabajo o de otros medios de producción necesarios para la reproducción de los bienes son el factor determinante del valor de estos. Existe un gran número de bienes que no se pueden reproducir (por ejemplo, objetos antiguos, cuadros de los viejos maestros, etc.). Hay, pues, una serie de fenómenos de la economía nacional en los que podemos observar que ciertamente tienen valor, pero no la posibilidad de reproducción y, por consiguiente, el principio determinante del valor no puede ser un elemento vinculado a la reproducción. La experiencia enseña asimismo que el valor de los medios de producción necesarios para la reproducción de numerosos bienes (por ejemplo, rehacer vestidos pasados de moda o máquinas anticuadas) es mucho mayor que el valor del producto mismo, mientras que en algunos casos es inferior. Por tanto, ni la cantidad de trabajo requerida para la producción o reproducción de un bien ni otros bienes constituyen el factor determinante del valor. La medida viene dada por la magnitud de la significación de aquella necesidad para cuya satisfacción dependemos y sabemos que dependemos de la disposición de un bien, ya que el principio de la determinación del valor es aplicable a todo fenómeno de valor.

#### Böhm-Bawerk: el tiempo contra la teoría de la explotación basada en el tiempo de trabajo
Eugen von Böhm-Bawerk escribió críticas extensas de la teoría del valor de Marx en los años 1880 y 1890, y varios marxistas prominentes (como Rudolf Hilferding, uno de sus críticos) asistieron a su seminario en 1905-1906. 
Sus obras más destacadas al respecto son los tres tomos de Capital e interés (de este tratado particularmente el capítulo dedicado a la teoría del valor-trabajo de Marx, analizada desde el punto de vista austríaco, que se ha publicado como un libro separado: La teoría de la explotación) y La conclusión del sistema marxiano en el cual se exponen las contradicciones internas que la teoría del valor por tiempo de trabajo utiliza para negar el descubrimiento del marginalismo de que aquello que determina el nivel del salario en una labor determinada no es la pobreza o la supuesta imposibilidad de obtener otras fuentes de subsistencia por parte del asalariado, sino la productividad marginal que depende de su utilidad y su escasez:

¿Cuál es, en realidad, la función de la ley del valor? No creemos que pueda ser otra que la de explicar las relaciones de cambio observadas en la realidad. Se trata de saber por qué en el cambio, por ejemplo, una chaqueta vale veinte varas de lienzo, por qué diez libras de té valen media tonelada de hierro, etc. [...] Tan pronto como se toman todas las mercancías en su conjunto y se suman sus precios se prescinde forzosamente de la relación existente dentro de esa totalidad. Las diferencias relativas de los precios entre las distintas mercancías se compensan en la suma total. [...] Es exactamente lo mismo que si a quien preguntara con cuantos minutos o segundos de diferencia ha llegado a la meta el campeón de una carrera con respecto a los otros corredores se le contestara que todos los corredores juntos han empleado veinticinco minutos y treinta segundos. [...] Por ese mismo procedimiento podría comprobarse cualquier "ley", por absurda que fuera, por ejemplo, la "ley" de que los bienes se cambian de acuerdo a su peso específico. Pues aunque en realidad una libra de oro, como "mercancía suelta", no se cambia precisamente por una libra, sino por 40.000 libras de hierro, no cabe duda de que la suma de los precios que se pagan por una libra de oro y 40.000 libras de hierro tomadas en su conjunto, corresponden exactamente a 40.000 libras de hierro más una libra de oro. La suma de los precios de las 40.001 libras corresponderá pues, exactamente al peso total de 40.001 libras materializado en la suma de valor, por donde, según aquel razonamiento tautológico, podremos llegar a la conclusión de que el peso es la verdadera pauta con arreglo a la cual se regula la relación de cambio de los bienes.

La realidad es la siguiente. Ante el problema del valor, los marxistas empiezan contestando con su ley del valor, consistente en que las mercancías se cambian en proporción al trabajo materializado en ellas. Pero más tarde revocan esta respuesta –abierta o solapadamente– en lo que se refiere al cambio de las mercancías sueltas, es decir, con respecto al único campo en que el problema del valor tiene un sentido, y solo la mantienen en pie, en toda su pureza, respecto al producto nacional tomado en su conjunto, es decir con respecto a un terreno en el que aquel problema no tiene sentido alguno.

Sobre la cuestión de la inconciliabilidad entre las dos bases necesarias para sostener la teoría económica marxiana de la explotación y crisis en el capitalismo (la ley de la igualación de la tasa de ganancia y la ley del valor trabajo), Böhm-Bawerk plantea la que considera una inescapable disyuntiva que hizo que David Ricardo se decantara por la teoría del valor como suma de costos de producción. Hasta el día de hoy las diferentes vertientes de economistas marxistas no se ponen de acuerdo sobre cómo resolver este dilema crucial que es el problema de la transformación y reconocen que el propio Marx dejó el mismo sin una resolución convincente en el tercer tomo de El capital:

O los productos se intercambian a la larga en proporción al trabajo en ellos incorporado [...] –y entonces es imposible una nivelación de las ganancias del capital. O bien se verifica la nivelación de las ganancias del capital –y entonces es imposible que los productos continúen siendo intercambiados en proporción al trabajo en ellos incorporado.

Las soluciones proporcionadas por Schmidt, Marx y Sombart no serían, en última instancia, más que propuestas desesperadas para salvar la teoría del valor trabajo: ya no tiene sentido hablar de una teoría del valor de cambio si un intercambio entre dos bienes no refleja el mismo valor entre estos dos bienes. Böhm-Bawerk intenta contradecir los cuatro argumentos de Marx:
1. Si bien el precio medio corresponde a un valor preciso, nada dice que ese valor condicione el precio medio, o si, por el contrario, el valor de Marx no es más que un promedio; como contraejemplo, Böhm-Bawerk toma la longevidad de los animales, afirmando que todos los animales tienen la misma longevidad, se podría argumentar que las desviaciones en la longevidad de los diferentes animales se compensan entre sí y son, en promedio, iguales al valor fundamental de la vida, y, por tanto, el valor fundamental de la vida es, efectivamente, la longevidad de los animales.
2. El argumento esgrimido es una perogrullada: ningún economista cuestiona el hecho de que el tiempo de trabajo condiciona el precio, ya que este tiempo es un coste para el capitalista en forma de salario. La cuestión no es si el trabajo es un factor en la formación de los precios, sino si es el factor.
3. Aunque Marx presenta el argumento histórico, no menciona ningún ejemplo para demostrar su punto.
4. Hay al menos otro factor independiente del valor del trabajo (los salarios) que puede explicar una desviación en los precios después de la asignación del capital.

El austriaco también le reprocha haber subestimado en gran medida el papel de la ley de la oferta y demanda y de los "dones de la naturaleza" en la búsqueda del valor de cambio:
- Según Böhm-Bawerk, el mercado tenía para Marx un papel insignificante ya que es sólo el lugar donde la oferta y la demanda se compensan mutuamente, pero ante el enigma de la tasa media de ganancia, Marx se vio obligado a conceder que es de hecho, el Mercado es el que tiene la última palabra sobre la formación de los precios. Su papel, por tanto, no es despreciable, sobre todo porque Böhm-Bawerk precisa que la oferta y la demanda no se compensan, porque esto significaría olvidar la oferta y la demanda que no se pudieron satisfacer (por un precio demasiado alto o demasiado bajo). Por tanto existe una cierta tensión en cualquier mercado.[21]
- Finalmente, la teoría marxista no logra explicar el valor fundamental de los bienes naturales que aún no han sido explotados por el hombre; sin embargo, estos "dones de la naturaleza" tienen un papel importante en el comercio y en el intercambio entre dos bienes, por ejemplo para la fertilidad del suelo, para la riqueza de las minas de carbón, la madera de los bosques... El valor de cambio, por tanto, no se puede reducir a la única cantidad de trabajo socialmente necesario.[22]

Aunque Böhm-Bawerk estima a Marx, considera que su trabajo resultó un fracaso y que los marxistas llegarán a admitir con el tiempo que la teoría del valor trabajo conduce a un callejón sin salida.

#### La continuación del debate
Previamente V. K. Dmitriev en 1898 y Ladislaus Bortkiewicz en 1906-07 habían expuesto que la teoría del valor de Marx y su ley de tendencia a la baja en la tasa de beneficio eran internamente inconsistentes, lo cual se sumaría a críticas subsecuentes. El debate que el marxismo tuvo con el marginalismo y con su crítica a la teoría de la explotación, sería representado principalmente Nikolái Bujarin y Rudolf Hilferding. 

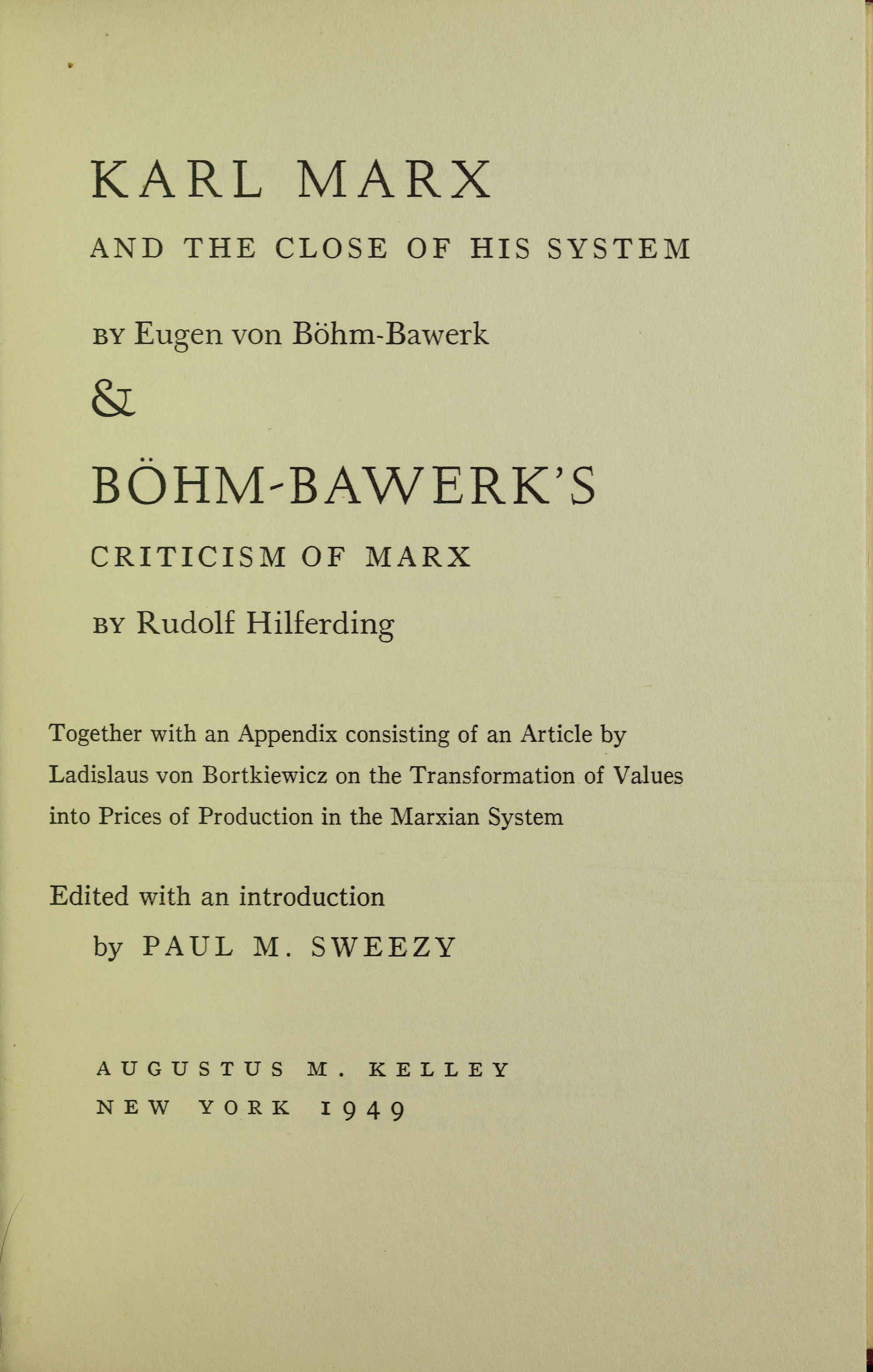
Frontispicio de la edición inglesa de La conclusión del sistema marxiano de Eugen Böhm von Bawerk y La critica de Böhm-Bawerk a Marx de Rudolf Hilferding (1949). En esta obra se debate acerca del "problema de la transformación".

Dos obras que contienen críticas exhaustivas a la escuela austriaca desde el punto de vista marxista, "no sólo a través de un prisma metodológico, sociológico e ideológico, sino también teórico", son La economia politica del rentista de Nikolái Bujarin (1927), quien "asistió a las conferencias de Böhm-Bawerk en Viena, estudió Walras en Lausana y se estaba familiarizando con la escuela estadounidense en Nueva York"; y Escuela subjetiva en economía política (1928) de Izrail Blyumin. Bujarin vio en inapropiado el carácter estático de la teoría para el análisis de la dinámica económica. El análisis de Blyumin, influido pr la teoría del imperialismo de Lenin, "conecta el enfoque subjetivo" con "la naturaleza monopolística del capitalismo". Blyumin sugiere que "el institucionalismo [tradición establecida por Alfred Marshall] ofrece una alternativa teórica al marginalismo".
Sin embargo algunos autores marxistas, como Oskar Lange, Włodzimierz Brus, y Michael Kalecki asimilarían el marginalismo (e incluso a la Escuela neoclásica de economía) al marxismo en una síntesis superadora. En otra contrapropuesta, algunos de los más importantes economistas marxistas y/o sraffianos, tales como Paul Sweezy, Nobuo Okishio, Ian Steedman, John Roemer, Gary Mongiovi y David Laibman, propusieron sus propias versiones correctas de lo que debería ser la economía marxista abandonando como inadecuado el intento de Marx en El capital para el mismo fin, confrontándose así con los marxistas que defienden a aquel. Estos últimos, en respuesta a dicha revisión, se apoyan en una segunda teoría desarrollada a fines del siglo XX para interpretar -según ellos en forma más adecuada- las últimas obras de Marx y solucionar, entre otros, el llamado "problema de la transformación". Alternativamente está la debatida posición de Fred Moseley según la cual el "problema de la transformación" se descubriría como inexistente si se considera que las variables se determinarían en forma secuencial: los medios de producción entrarían en el proceso de valorización como mercancías con precio, no como cantidades físicas de bienes de producción o bienes consumidos por el trabajador cuyo precio se determinaría a posteriori (Sraffa), ni como valores ya mensurables como cantidades de trabajo antes de su descubrimiento en el precio de los bienes de producción o por el salario en precio de una cantidad de trabajadores empleados (Bortkiewicz y Sweezy).
En el mundo de habla hispana el debate se desarrolla actualmente entre los marxistas clásicos Rolando Astarita y Diego Guerrero Jiménez, y los austríacos liberales Juan Ramón Rallo y Álvaro Romaniega, a los que esporádicamente se agregan Nicolás Cachanosky y Adrián Ravier.

### Ludwig von Mises, Boris Brutskus y Max Weber: la imposibilidad de cálculo económico comandado como desafío a la planificación centralizada
Existen esencialmente tres diferentes vertientes de la crítica al socialismo con base en el llamado problema del cálculo económico: la miseana, la weberiana y la brustkusiana, que han seguido diferentes líneas argumentativas y cuyas evoluciones respectivas han correspondido en sus orígenes a autores mutuamente contemporáneos que llegaron a la misma conclusión en forma independiente respecto al que se daría en llamar el problema del cálculo económico en el socialismo. 
En el orden cronológico de su formulación aunque no de su mayor divulgación: 
1) El sociólogo, politólogo y economista alemán Max Weber en gran parte de su texto "Categorías sociológicas fundamentales de la vida económica" (1919), el cual pasaría a formar parte de su obra magna Economía y sociedad editada en forma póstuma entre 1921 y 1922.
2) El economista austríaco Ludwig von Mises en su ensayo "El cálculo económico en la comunidad socialista" (1920), resultado de unas lecturas que diera en 1919 en respuesta a un libro de Otto Neurath, se volvería un clásico escrito que daría luego pie a un conocido libro sobre el tópico y temas diversos relacionados, titulado El socialismo, que sería editado por primera vez en 1922 y luego vuelto a publicar en una edición revisada en 1932. Dicho análisis se mantendría, en su aspecto económico, siempre dentro del contexto de la planificación integral sin dinero del llamado "comunismo de guerra", aunque las problemáticas teóricas planteadas en contraposición al capitalismo aplican a cualquier tipo de socialismo, en tanto el socialismo sea entendido como una forma de colectivismo de Estado, democrático o no.
 3) El economista ruso Boris Brutskus en su estudio "Problemas de la economía nacional bajo el sistema socialista" (1921-1922), análisis empírico originalmente producto de conferencias dadas en 1920 y editado en varios capítulos de la revista Ekonomist antes de ser cerrada (el artículo cambiaría su nombre en la edición alemana de 1928 por el de "Las doctrinas del marxismo a la luz de la Revolución Rusa", nombre que conservaría en la edición en inglés de 1932). Ya en el exilio, el autor escribiría entonces un segundo trabajo enteramente nuevo pero complementario, dedicado al nuevo modelo ruso post-NEP, titulado "Los resultados de la planificación económica en Rusia" (1934). Ambos trabajos, el de 1920 y el de 1934, serían editados finalmente como capítulos de un solo libro bajo el nombre de Planificación económica en la Rusia Soviética en 1935, el cual se abocaría así respectivamente, mediante estos dos escritos, a las dos formas distintas y consecutivas del socialismo bolchevique en forma claramente diferenciada.

#### Mises/Hayek/Kirzner: la necesidad de precios generados en forma privada y el papel creativo de la actividad empresarial
Posteriormente a la crítica de la teoría de la explotación, el debate que confrontó a liberales y marxistas se dio entre el economista austríaco Ludwig von Mises (ideológicamente liberal y discípulo de Menger y Böhm-Bawerk) y el economista polaco Oskar Lange (ideológicamente marxista pero a la vez discípulo de Walras y Pareto).
Ludwig von Mises impactó profundamente en los planificadores soviéticos preocupados por la poca consecución de sus objetivos, con una observación, por entonces empírico-deductiva, por la cual el socialismo colapsaría o dependería eternamente de países extranjeros capitalistas, al no existir un mercado que, para una asignación racional de los recursos, determinase precios para los factores de producción y los bienes de capital. Esta primera exposición en un artículo titulado "El cálculo económico en la comunidad socialista" (que sería luego compilado junto a trabajos de otros economistas iniciadores del debate en La planificación económica colectivista) se volvería una obra completa titulada Socialismo y cuya tesis el autor resumiría de la siguiente forma para fines expositivos:

Ninguna de las mencionadas experiencias socializantes sirve para advertir cuáles serían las consecuencias de la real plasmación del ideal socialista, o sea, la efectiva propiedad colectiva de todos los medios de producción. En la futura sociedad socialista omnicomprensiva, donde no habrá entidades privadas operando libremente al lado de las estatales, el correspondiente consejo planificador carecerá de esa guía que, para la economía entera, procuran el mercado y los precios mercantiles. En el mercado, donde todos los bienes y servicios son objeto de transacción, cabe establecer, en términos monetarios, razones de intercambio para todo cuando es objeto de compraventa. Resulta así posible, bajo un orden social basado en la propiedad privada, recurrir al cálculo económico para averiguar el resultado positivo o negativo de la actividad económica de que se trate. En tales supuestos, se puede enjuiciar la utilidad social de cualquier transacción a través del correspondiente sistema contable y de imputación de costos. Más adelante veremos por qué las empresas públicas no pueden servirse de la contabilización en el mismo grado en que la aprovechan las empresas privadas. El cálculo monetario, no obstante, mientras subsista, ilustra incluso a las empresas estatales y municipales, permitiéndoles conocer el éxito o el fracaso de su gestión. 
En un sistema económico completamente socialista esto sería imposible, pues en ausencia de propiedad privada de los medios de producción, no puede haber intercambio de bienes de capital en el mercado y por ende ni precios en dinero ni cálculo monetario. La dirección general de una sociedad puramente socialista no tiene así medios para reducir a un común denominador los costos de producción de la heterogénea multitud de mercancías cuya fabricación programe.

La respuesta del marxismo-leninismo contra los economistas críticos se redujo a objetar y criminalizar el supuesto "carácter de clase" de los mismos, frente a lo cual Mises se extendería más allá de su crítica al socialismo, alcanzando así a la misma metodología marxista de interpretación histórica y a su concepto de ideología, con su propio análisis del polilogismo clasista, primero brevemente en el tercer capítulo de su tratado praxeológico La acción humana, y luego enfocándose en las consecuencias derivadas del mismo en el séptimo capítulo de la obra Teoría e historia:

Cuando se lleva a sus últimas consecuencias lógicas, esta actitud [confrontar ideas rivales acusándolas con la propia idea, no puesta a juicio, de estar subordinadas a intereses de igual carácter que los propios intereses –según el igualitario ideario moderno–, pero irreconciliables con estos –según el llamado "dogma Montaigne"–] implica la doctrina del polilogismo. El polilogismo niega la uniformidad de la estructura lógica de la mente humana. Cada clase social, cada nación, raza o período histórico tiene una lógica que difiere de la lógica de otras clases, naciones, razas o edades. Por consiguiente, la economía burguesa difiere de la economía proletaria, la física alemana de la física de otras naciones, las matemáticas arias de las semíticas. [...] Nunca señaló en qué consisten tales diferencias; cómo, por ejemplo, difiere la lógica proletaria de la burguesa. Todo lo que los defensores del polilogismo hicieron fue rechazar afirmaciones específicas, haciendo referencia a peculiaridades no especificadas de la lógica del autor.

Para criticar a Mises, Oskar Lange no tomaría la posición política marxista oficial de relativizar a los críticos: postulando una inteligente síntesis entre la economía clásica, su crítica marxiana y la neoclásica walrasiana-paretiana, aceptó con reparos la crítica miseana a la economía soviética y en respuesta propuso una economía socialista mediante una suerte de "mercado" de empresas estatales en la que los precios planificados fuesen determinados según un método de ensayo y error que emularía la función adecuadora de los mercados reales. El debate entre ambos economistas continuó durante varios años, hasta que Lange hizo suya parte de la crítica a los supuestos de equilibrio de los modelos de competencia perfecta, y defendió la economía planificada asimilando el aporte miseano al análisis de la acción humana: la praxeología, pero sin explicar con ella toda la teoría económica, volviéndose parte de la tesis de su clásica obra Economía política.
La respuesta austríaca a los argumentos de Lange continuó con el análisis no-praxeológico y evolucionista de Friedrich Hayek, quien retomó así el debate dejado con Mises. Los escritos y diálogos de Hayek dedicados a la cuestión fueron recogidos en dos libros compilatorios parcialmente diferentes en cuanto a la selección de su contenido dependiendo del idioma de la edición, pero que en ambos casos contienen los ensayos esenciales al respecto: Socialismo y guerra, en español, y Individualism and Economic Order en inglés.
En la tesis hayekiana, el mercado no solo es un coordinador natural que descubre y utiliza la información necesaria para la economía, sino que además es la condición necesaria para la creación misma de la información económica en función de su coordinación. La comprensión de este fenómeno generativo sería perfeccionado por la tesis de Israel Kirzner sobre la función empresaria como descubrimiento creativo de oportunidades en Competencia y empresarialidad y Discovery and the Capitalist Process, luego relacionada con el problema del cálculo económico en el socialismo en Competition, Economic Planning, and the Knowledge Problem. La importancia socioeconómica dada al rol empresarial era una cuestión que ya había sido contemplada por ciertos promotores y detractores del capitalismo (el caso de Joseph Schumpeter y Paul Sweezy respectivamente), pero en la tesis hayekiana de Kirzner el orden causal es inverso al de la "destrucción creativa", ya que la actividad empresarial corrige un mal aprovechamiento de los recursos y por tanto es el que tiende a un equilibrio que genera otros nuevas potencialidades y solo en tal instancia revela los nuevos desequilibrios posibles:

La réplica de Hayek puede resumirse en cuatro puntos: (1) La cantidad de información necesaria y las restricciones de capacidad de cálculo disponible son prohibitivas para este proyecto. Incluso aceptando el supuesto de información perfecta, sería imposible procesar toda la información. (2) El supuesto de información perfecta es inválido. El problema, como se adelanta Mises a sus críticos, no es asumir equilibrio, sino explicar la transición al equilibrio. Así como no se puede abrir una lata suponiendo el abrelatas, no se puede resolver el problema económico asumiendo que estamos en equilibrio. Esto no es otra cosa que asumir la solución del problema en lugar de ofrecer una solución en concreto. El supuesto de información perfecto no simplifica el problema a resolver, lo transforma en otro problema haciendo del mismo un escenario irrelevante para el debate. De allí el interés de los austriacos en el problema de transición al equilibrio (proceso de mercado) en lugar del énfasis en las condiciones de equilibrio. (3) Hayek distingue (ciertamente con algo de confusión) entre información y conocimiento. Información es un concepto cuantitativo, como precios o cantidades. Es esto a lo que los socialistas se referían con el supuesto de información perfecta. Pero conocimiento es un concepto cualitativo, y como tal no puede ser completo (perfecto) ni incompleto (imperfecto.) El saber andar en bicicleta, así como el saber manejar una empresa de manera exitosa, no es un problema de información, es un problema de conocimiento que no es susceptible de ser puesto en una planilla Excel. Esta distinción es importante, dado que en el mercado son los empresarios (no los pseudo-empresarios que buscan el favor del gobierno a expensas de sus clientes) quienes deben interpretar correctamente los desequilibrios del mercado para descubrir oportunidades de ganancias que se traducen en crecimiento y desarrollo de largo plazo. En otras palabras, Excel no puede resolver el problema de mercado que deben resolver los empresarios dado que se requiere de interpretación y conocimiento, no de datos numéricos. De poco sirve que el equipo económico tenga toda la información si es incapaz de interpretarla correctamente. En otras palabras, la filosofía de la planilla Excel deja fuera del mercado al motor del crecimiento al no considerar el proceso de descubrimiento en que se encuentran inmersos los empresarios. (4) Esta información y conocimiento, agrega Hayek, no existe por fuera del mercado. Sin mercado esta información no existe dado que es el mismo proceso de mercado el que genera la información y conocimiento que los agentes económicos utilizan diariamente.

Diversos autores marxistas han ofrecido en los años posteriores respuestas a los argumentos capitalistas de libre mercado. Mientras que algunos defienden modelos de socialismo de mercado más refinados que el de Oskar Lange (por ejemplo, David Schweickart), otros consideran aún que es posible establecer una economía socialista sin mercado. En este último grupo se puede diferenciar entre los que sostienen que el método de cálculo en el socialismo debe realizarse según la teoría del valor trabajo y los que sostienen que el valor-trabajo solo existe en las sociedades capitalistas.
Hayek dio por refutadas las defensas al socialismo clásico, y consideró un problema distinto la propuesta del socialismo de mercado:

Parece, pues, que, sobre este punto, las críticas de los primitivos esquemas socialistas han sido tan logradas que sus defensores, con pocas excepciones, se han visto impulsados a adecuar su crítica y a construir esquemas totalmente nuevos en los que nadie había pensado antes. Mientras que en contra de las viejas ideas de que era posible planificar racionalmente sin un cálculo en términos de valor podía argüirse con razón que eran lógicamente imposibles, las nuevas propuestas ideadas para determinar los valores por algún proceso distinto de la competencia basada en la propiedad privada plantean un problema de tipo diferente. Pero seguramente no es justo decir, como hace el profesor Lange, que las críticas, al tratar de una forma nueva los nuevos esquemas desarrollados para enfrentarse a las críticas originales, «han omitido el principal punto» y «retrocedido a una segunda línea de defensa». ¿No se pretenderá con esto cubrir la propia retirada creando confusión acerca del asunto?
[...] Es un mero recordatorio de hasta qué punto se abandona la reivindicación originaria de la superioridad de la planificación sobre la competencia si la sociedad planificada se apoya ahora en gran medida en la competencia para la dirección de sus industrias. Por lo menos hasta hace muy poco, la planificación y la competencia se solían considerar como opuestas, y tal sigue siendo incuestionablemente la actitud de casi todos los planificadores, excepción hecha de unos cuantos economistas. Me temo que los esquemas de Lange y Dickinson disgustarán profundamente a todos aquellos planificadores científicos que, en palabras recientes de B.M.S. Blackett, creen que «el objeto de la planificación es sobre todo superar los resultados de la competencia».

#### Brutskus/Polanyi/Roberts: la aporía del "modelo soviético" semi-socialista estatal de mercancías producidas con precios establecidos fuera del mercado
El economista ruso Boris Brutskus, estando a cargo del estudio del problema agrario en su propio país, se enfrentó a los problemas prácticos de la economía socialista desde 1913 a partir de su estudio del comunismo feudal de los campesinos rusos en los Mir, y realizó desde 1920 una serie de conferencias sobre la planificación comunista natural que serían publicadas como artículo en ediciones consecutivas en una revista de economistas soviéticos bajo el título de "Problemas de la economía nacional bajo el sistema socialista", razón por la cual se vería forzado al exilio en 1922 desde donde finalmente publicaría un libro, Economic Planning in Soviet Russia, en el que incluiría su trabajo original traducido al inglés y un trabajo posterior que será una discusión completa sobre la nueva "planificación" económica del estatismo dirigido por metas de producción de base monetaria utilizada para los planes quinquenales.
Esta línea crítica fue paralela e independiente de la de Mises, Hayek y Kirzner; se inició con el trabajo mencionado de Brutskus y se desarrolló esencialmente a través de los análisis de Michael Polanyi en The Contempt of Freedom: The Russian Experiment and After y de Paul Craig Roberts en Alienation and the Soviet Economy. Los sucesores de Brutskus partieron de las implicancias que la búsqueda de un patrón de valor para la economía planificada tienen en cuanto a la discrepancia con el proyecto marxista y, aunque coincidieron con sus precursor en que era un grave error hacer previsiones utópicas sobre el comunismo y tomar como fatalidad histórica la planificación total y consciente basada en la control colectivista del uso de todos los recursos, se percataron de por qué la abolición del dinero había sido la intención consecuente de dicho proyecto: su punto de partida fue un estudio histórico de la diferencia radical -ya notada por Brutskus y base de la originalidad de su trabajo- que separaba la economía socialista original del posterior modelo soviético: Vladimir Lenin había, según estos, desdibujado deliberadamente como "comunismo" a la fase superior del socialismo-comunismo para poder posponer eternamente en ella la disolución del Estado, llamando "socialismo" a la primera fase del socialismo-comunismo. El concepto de socialismo era hasta entonces un sinónimo de comunismo y no se utilizaban palabras distintas para distinguir las dos fases del comunismo (por ello se podía hablar igualmente de las dos fases del socialismo). Antes de Lenin, la dictadura del proletariado se encontraba acotada al período de transición desde el capitalismo a la primera fase del socialismo-comunismo, ya que debía durar sólo el tiempo en que no hubiera sido aún totalmente abolido el capitalismo y con este a las clases burguesas. A su vez las dos fases se distinguían entre sí por la forma de distribución de los bienes creados (según el "trabajo" o según las "necesidades") y no por el sujeto encargado de la planificación de la economía (si una junta especializada o asambleas populares). Lenin modificó esta situación extendiendo la dictadura del proletariado y la planificación estatal a la primera fase del comunismo (ahora considerada un modo de producción distinto: el socialista), pero mantuvo que tanto el socialismo como el comunismo poseían una misma estructura económica basada en la planificación directa de la economía y la abolición del dinero (sea bajo dirección del Estado en la primera fase o por una colectividad de trabajadores en la fase superior). Sin embargo, luego del fracaso del experimento social bolchevique y la instauración de la NEP, los marxismos posteriores a la muerte de Lenin (tanto el marxismo-leninismo originario de Stalin como sus versiones post-estalinistas) pasarían también a distinguir al socialismo del comunismo por la utilización o no del dinero como corolario de la división social o no del trabajo, inventando así un nuevo tipo de socialismo diferente de su sentido original marxiano.
Los continuadores de la crítica brutskusiana descubrieron que el planteo medular de la obra de Marx y Lenin es que sólo se puede realizar un socialismo cabal cuando ya no se requiere el dinero o cualquier otra medida de valor. Una economía monetaria presupone la no planificación consciente de los recursos y la separación entre trabajo y uso, en el que la utilidad de lo producido sólo se verifica "ex post", mientras que una producción pautada o "ex ante" implica la producción directa para el uso esperado como parte de un todo. Al menos esta condición para un verdadero socialismo-comunismo había existido en Rusia sólo durante el período del experimento bolchevique de 1918-1921, que luego sería ocultada como una contingencia innecesaria bajo el nombre de "comunismo de guerra". La imposibilidad de su realización en el marco de un colectivismo de Estado saldría a la luz nuevamente en los intentos que otros países hicieron de volver a crear una genuina "primera fase del comunismo" (e incluso la "fase superior"): China durante el llamado Gran salto adelante, Cuba durante la administración de Guevara, Camboya durante el régimen revolucionario de Jemeres rojos, etc. Roberts también notaría que las críticas de Weber, Mises y Brutskus eran válidas precisamente porque se dirigían contra esta genuina planificación en un sentido marxista, pero que –como sí había notado el mismo Brutskus– ya no eran igualmente aplicables al remedo posterior que los dirigentes de la URSS hicieron pasar por socialismo puro. Los marxistas-leninistas dieron luego de Lenin la misma denominación a algo radicalmente distinto: todas las economías soviéticas posteriores a la NEP se basaban en la utilización planificada del dinero, y el órgano de planificación central ya no proveía de bienes sino que determinaba los ingresos monetarios de las empresas estatales para que pudieran adquirir recursos sin supervisión aunque con precios prefijados antes del intercambio. Los planes quinquenales se basaban en metas generales de producción por las cuales las unidades de producción eran compensadas en dinero según criterios ajenos a los precios por los que eran vendidos los bienes de producción:

En la época en que Von Mises escribió su primera obra (tal como lo demostraré más adelante en este ensayo), el significado del socialismo y de la planificación centralizada de la economía estaba identificado de modo incuestionable con la eliminación del mercado como medio para distribuir recursos y su reemplazo por un sistema de distribución centralizada directa. El intento de la Unión Soviética durante el período comprendido entre 1919 y marzo de 1921 de establecer un sistema de esas características tuvo un resultado caótico, tal como lo había predicho Von Mises; la posterior vuelta al capitalismo bajo la Nueva Política Económica (NEP) entre 1921 y 1928 tampoco ofreció pruebas que contradijeran la tesis de Von Mises. Sin embargo, una vez que se pusieron en marcha los planes quinquenales, al parecer, la situación cambió drásticamente. Sin duda, se trataba de una instancia de socialismo en el sentido de que el Estado era propietario de los medios de producción y, además, la economía aparentemente estaba controlada de manera centralizada. Sin embargo, no cabe duda de que era una economía que funcionaba; más allá de sus defectos, no podía decirse que el sistema no fuera racional.

En el colectivismo soviético post-NEP los bienes de producción (y eventualmente los de consumo) eran producidos como mercancías con valoraciones abstractas monetarias, pero al mismo tiempo sus precios y cantidades estaban condicionados por un plan general centralizado al que una economía de empresas estatales debía adecuarse:

Este tipo de planes establecen el número total de los distintos tipos de bienes y servicios que van a producirse. Esos productos están divididos en clases y subclases. Por ejemplo, podemos considerar la industria y la agricultura como dos divisiones principales. Es posible subdividir a la industria en las categorías de producción de materias primas, productos acabados y servicios industriales, mientras que la agricultura también podría subdividirse en partes, como la producción de alimentos, la producción forestal y las materias primas para la industria. Cada una de esas categorías puede volver a separarse en subcategorías y es posible continuar con el proceso de subdivisión, hasta llegar a la cantidad propuesta de productos individuales que conforman los últimos elementos del plan. A primera vista, eso parece exactamente un auténtico plan, es decir, un objetivo exhaustivo elaborado en detalle en etapas sucesivas; de hecho, parece el tipo de plan que puede llevarse a cabo únicamente por medio de una adecuada administración centralizada. Sin embargo, en realidad, ese supuesto plan es simplemente un resumen sin sentido de un conjunto de planes, que tienen la apariencia de un único plan. La situación es equiparable a la del director de un equipo de ajedrez que sabe cuál será la siguiente jugada de cada uno de los jugadores del equipo y que luego resume el resultado de la siguiente manera: "El plan de mi equipo es mover 45 peones una casilla, mover 20 alfiles tres casillas en promedio, mover 15 torres cuatro casillas en promedio, etc.". El director del equipo podría pretender que tiene un plan para su equipo, pero lo único que estaría haciendo es anunciar un resumen sin sentido de un conjunto de planes.

Para Polanyi y Roberts, en resumen, los marxistas (incluyendo a Lenin y Trotski en sus últimos días, con la excepción de Bujarin), defeccionaron de su propio proyecto y para negarlo cometieron entonces una múltiple falsificación:
1. Seguir refiriéndose a la "economía comandada" de la "primera fase" ("sociedad socialista") del "modo de producción comunista" de Lenin, como si ésta se tratara de la "libre comunidad de productores" en la que se basaba tanto la "primera fase" como la "fase superior" del "modo de producción socialista/comunista" de Marx,[53]
2. Sobre esa adulteración permitir se agregara la idea de que ese "socialismo comandado" por el partido fuera considerado meramente una economía de contingencia creada para una situación de guerra ("comunismo de guerra"), y no que era el modelo de socialismo coherente con el leninismo.[59]
3. Que un nuevo "socialismo" de planes quinquenales podía considerarse una forma "planificada" de economía cuando simplemente creaba una economía monetaria como la capitalista, pero con la diferencia de que no era libre sino que se encontraba subordinada a una junta de planificación que comandaba los valores de referencia con los que operaría una red de empresas estatales autónomas.[60]

Para Paul Craig Roberts, esto último contradijo tanto a Marx como a Lenin, e implicó recrear la alienación de la producción mercantil de tipo privada e independiente, base del capitalismo, pero funcionando con leyes ajenas a este tipo de producción mediante empresas estatales aisladas que se guiaban por un colectivismo de metas con base en las cuales recibían recompensas en dinero escindidas de los precios de venta, lo que tuvo como resultado la formación de precios por criterios irracionales:

Cuando examiné por primera vez este sistema, quedó claro para mí que las señales interpretadas por los gerentes constituían la principal diferencia entre la economía soviética y una economía de mercado normal. En un mercado normal, los gerentes organizan la producción mediante la interpretación de señales de precios y beneficios. En la economía soviética, los gerentes interpretaban indicadores de producción bruta. La diferencia crítica es que los indicadores de la producción bruta son irracionales desde el punto de vista de la eficiencia económica.

Los gerentes soviéticos eran tan autónomos como sus homólogos del mercado. Establecían sus propios objetivos del plan disfrazando su capacidad productiva y exagerando sus necesidades de recursos. Los planificadores soviéticos servían principalmente como agentes de suministro para las empresas, procurando suministrar a las empresas insumos suficientes para cumplir sus objetivos de producción bruta. El sistema de suministro de material rara vez podía realizar esta tarea, y los gerentes de fábrica soviéticos hacían arreglos de trueque entre sí y producían sus propios insumos. 

Esta actividad me llevó a la conclusión de que la economía soviética, como un mercado, estaba organizada policéntrica y no jerárquicamente como un sistema de planificación. El "plan central" era poco más que la suma de los planes individuales de los gerentes de fábrica.

Hacer pasar la planificación de precios como si se tratara de una planificación consciente del uso cualitativo de los recursos, implicaba intrínsecamente reconocer que no se podía hacer dicha planificación conscientemente. Se deduce de esto que sin realizar una planificación cualitativa no se puede crear una valoración cuantitativa de los bienes en forma planificada, ya que la cuantificación abstracta requiere de una ley del valor que es corolario de la puja mercantil entre vendedores y compradores. Por tanto, si bien el socialismo soviético carecía de un mercado creador de valor, seguía construido sobre una producción para el intercambio, lo cual implicaba un sistema basado en una radical contradicción interna. Por esto es que se tornó imposible una coordinación eficaz de un intercambio mercantil de recursos con información ficticia no-mercantil: Jamás pudo llegar a realizar los fines que se proponía y sólo pudo subsistir ineficientemente con la ayuda de un sistema de mercado externo que le proveyera precios de referencia (tesis que sería una versión más sofisticada de la crítica original miseana), a pesar de que este socialismo monetario era más factible porque ya no pretendía planificar como una fábrica única una producción nacional que no había sido elaborada de dicha forma jerárquica.
El tercer modelo de "socialismo estatal" fue conocido como el Modelo de Lange, también conocido como socialismo de mercado y parcialmente aplicado en Hungría y en Yugoslavia mediante el sistema semi-sindicalista del socialismo autogestionario. Para los críticos dicho modelo retrocedía un paso más respecto al ideal original de socialismo. En el sistema de Oskar Lange, H. D. Dickinson, Abba Lerner y Fred Taylor, el modelo soviético de distribución central de premios en dinero por metas de producción se reemplazaba por un sistema de formación de precios organizado para las empresas estatales imitando al del mercado. En éste cada empresa recibía asignaciones como si compitieran directamente por los recursos ya que, aunque el dinero de las ventas de cada una no recaía directamente en la empresa vendedora, era provista por el Estado en función de igualar los precios de venta a los costos marginales específicos, subiendo y bajando el mismo según la escasez y abundancia resultante de forma de igualar la oferta y la demanda. Respecto a este tercer modelo, no sorprendió tanto a Polanyi y Roberts que los nuevos interlocutores socialistas aceptaran la imposibilidad de la planificación para descubrir un patrón común de valor que pueda transformarse en precio y que intentaran en su lugar un proceso emulatorio del mercado que cumpliera la misma función para realizar la planificación en función de los resultados, sino el hecho de que tanto los nuevos socialistas de mercado como los economistas soviéticos ortodoxos hubieran buscado desde un principio dicho patrón en una economía planificada en el sentido clásico que se suponía ya no lo requeriría. Intentar alcanzar un sistema abstracto de valoración cuantitativa de los bienes, tanto en el modelo socialista soviético como en el modelo socialista de mercado, implicaba contradecir la concepción marxista-leninista originaria del socialismo como planificación cualitativa, que exigía la absorción de toda la planificación en una única división técnica del trabajo sin intercambio social de bienes (Lenin: "Toda la sociedad será una sola oficina y una sola fábrica").

#### Weber: la imposibilidad de incorporar el cálculo administrativo en una producción organizada para el intercambio monetario
La tercera vertiente crítica fue representada por Max Weber principalmente en los esbozos de su trabajo en desarrollo Economía y sociedad, donde contempla en profundidad la cuestión de la racionalidad económica dentro de la producción planificada ("cálculo natural") y fuera de la misma a través del mercado ("cálculo en dinero"). Esta crítica data de las conferencias de 1909-1914, a pesar de que no fue publicada hasta 1922, por lo cual antecede cronológicamente a las críticas de Mises y Brutskus y las contiene germinalmente. Weber se centró en lo que consideró la futilidad del intento socialista de coordinar con un sistema de comando burocrático una producción no organizada en forma colectiva (esto es, una única unidad de producción que considere globalmente al consumo general en forma unificada), sin haber previamente generado esa producción colectiva coordinada como una única factoría nacional junto con la masa de consumidores, o bien sin haber corroborado que pueda ser realizada a posteriori. La solución alternativa post-leninista de la creación de un sistema de precios artificiales -como fue aplicada por los planes quinquenales- no llegó a ser conocida en vida de Weber aunque es considerada, como en el caso de Brutskus, como una confirmación de su tesis sobre la imposibilidad, en una producción descentralizada y separada del consumo, de calcular el valor de los bienes de capital sin una cuantificación monetaria:

Toda explotación capitalista realiza ciertamente en el cálculo de un modo continuo operaciones de cálculo natural: dado un telar de una determinada construcción, con hilo y urdimbre de una determinada calidad, averiguar, conocidos el rendimiento de las máquinas, el grado de humedad de la atmósfera y el consumo de carbón, de lubricante y de material de desbaste, el número de tramas por hora y obrero -y eso con respecto a cada obrero- y según ello la cantidad de unidades del producto que le corresponden en una unidad de tiempo. Semejante cosa es determinable sin cálculo en dinero en las industrias con productos accesorios y de desecho típicos y así se determina en realidad. Igualmente puede fijarse y se fija, en ciertas circunstancias, por un cálculo natural la necesidad normal anual de la explotación en materia prima, medida a tenor de su capacidad técnica de elaboración, el periodo de amortización de edificios y máquinas, y el menoscabo típico por deterioro, merma y pérdida material. Mas la comparación de procesos productivos de distinta naturaleza y con medios de producción de distintas clases y múltiple aplicabilidad es cosa que resuelve para sus fines el cálculo de rentabilidad de la explotación sirviéndose de los costos en dinero, mientras que para el cálculo natural se ofrecen aquí difíciles problemas que no pueden resolverse de un modo objetivo. Es cierto que -aparentemente sin necesidad- el cálculo de hecho en el cálculo de capital de una explotación moderna torna ya la forma del cálculo en dinero antes de estas dificultades. Y en parte, por lo menos, no es esto casual. Sino porque -por ejemplo: con los "abonos en cuenta"- es aquélla la forma de cuidar las condiciones futuras de la producción de la explotación, que une a la libertad de movimientos más pronta al ajuste (que en todo caso de acopio de existencias o de cualesquiera otras medidas de procuración puramente naturales, sin este medio de control, sería irracional y estaría fuertemente impedida) la máxima seguridad. Es difícil imaginar qué forma habrían de tener en el cálculo natural los fondos de reserva que no estuvieran especificados. Además, dentro de una empresa se presenta el problema: de si algunas de sus partes, y cuáles en su caso, consideradas desde el punto de vista puramente técnico-natural, trabajan de un modo irracional ( = no rentable) y por qué; es decir, qué partes del gasto natural (en cálculo de capital: costos) pudieran ser ahorradas o, sobre todo, empleadas de otra manera más racional; lo cual es relativamente sencillo y seguro con el cálculo en dinero a posteriori de la relación contable de "utilidades" y "costos" -para lo que entra también como índice el cargo en la cuenta de los intereses del capital-, pero en cambio sumamente difícil de averiguar en el cálculo natural cualquiera que sea su tipo y sólo posible en formas y casos muy toscos. (No se trata aquí de límites casuales que pudieran resolverse por un "perfeccionamiento" de los métodos de cálculo, sino de límites fundamentales de todo intento de cálculo natural realmente exacto. Con todo, empero, podría ser esto discutido, si bien no con argumentos sacados del sistema Taylor y con la posibilidad de alcanzar "progresos", sin necesidad de empleo del dinero, por medio de un cálculo cualquiera de premios o puntos. Pues el problema estaría cabalmente en cómo descubrir en qué lugar de una explotación habría eventualmente que aplicar esos medios, por existir precisamente en este sitio irracionalidades que eliminar -en cuya averiguación exacta, a su vez, tropieza el cálculo natural con dificultades que no surgen en un cálculo a posteriori por medio del dinero.) El cálculo natural como fundamento de una calculabilidad de las explotaciones (que en ese caso habría que considerar como explotaciones heterocéfalas y heterónomas de una dirección planificada de la producción de bienes) encuentra sus límites de racionalidad en el problema de la imputación, el cual no aparece ante ella en la forma sencilla de cálculo a posteriori de los libros de contabilidad, sino en aquella forma extraordinariamente más discutible que posee en la teoría de la "utilidad marginal". El cálculo natural para los fines de una gestión económica permanente y racional de los medios de producción tendría que encontrar "índices de valor" para cada uno de los distintos objetos, los cuales tendrían que asumir la función de los "precios de balance" en la contabilidad moderna. De no hacerse así ¿cómo podrían desarrollarse y controlarse los medios de producción de una manera diversa, por una parte, para cada explotación (según su localización) y, por otra parte, de manera unitaria desde el punto de vista de la "utilidad social", es decir, de la demanda de consumo (actual o futura)?

Con la creencia de que, una vez se enfrente uno de un modo decidido con el problema de la economía sin dinero, "habrá de encontrarse" el sistema de cálculo apropiado, no se arregla nada: el problema es fundamental de toda "socialización plena", y no puede hablarse, en todo caso, de una "economía planificada" en tanto que no sea conocido en este punto decisivo un medio para la fijación racional de un "plan". 

Las dificultades del cálculo natural aumentan todavía cuando hay que averiguar si una explotación dada, con una dirección concreta en su producción, tiene en el lugar que ocupa su localización racional o si -desde el punto de vista de la cobertura de necesidades de un determinado grupo humano la tendría más bien en otro de los lugares posibles; o el problema de cómo una asociación económica con economía natural, desde el punto de vista de la mayor racionalidad en el empleo de la mano de obra y de las materias primas a su disposición, podría procurarse más adecuadamente determinados productos, bien fabricándolos ella misma o por cambio en compensación con otras asociaciones. Ciertamente, los fundamentos que determinan la localización de las industrias son puramente naturales y sus principios más sencillos pueden formularse también con datos naturales. Pero la fijación concreta de si dadas las circunstancias de situación de una determinada industria, sería más racional una determinada dirección productiva que otra -haciendo caso omiso de la vinculación geográfica absoluta, existente en un monopolio de los yacimientos de materias primas-, no es posible con arreglo al cálculo natural sino en la forma de estimaciones muy toscas; mientras que, por el contrario, con arreglo al cálculo en dinero, y no obstante incógnitas con que siempre hay que contar, es siempre, en principio, un problema de cálculo susceptible de solución. La comparación, diversa de la anterior, de la importancia, es decir, capacidad de solicitación, de las distintas clases de bienes específicamente diferentes que, según las circunstancias dadas, es igualmente posible obtener por cambio o por fabricación, es un problema que, en última instancia, penetra con todas sus consecuencias en los cálculos de toda explotación, y que se determina de un modo decisivo, dentro de relaciones de cambio monetario, por la rentabilidad, que condiciona así la dirección de la producción de bienes en las explotaciones lucrativas, pero que en caso de cálculo natural sólo puede resolverse, en principio, con ayuda o bien de la tradición o de un poder dictatorial que regule el consumo de un modo preciso (lo mismo si es estamentalmente diversificado o igualitario) y para ello encuentre la necesaria obediencia. Pero aun entonces quedaría el hecho de que el cálculo natural no podría resolver el problema de la imputación del rendimiento total de una explotación a sus "factores" y disposiciones particulares, en la misma forma que esto lo realiza hoy el cálculo de rentabilidad en dinero; y que por eso cabalmente el actual abastecimiento de masas por medio de explotaciones produciendo en masa opone la más fuerte resistencia a aquella forna de cálculo.

La crítica de Weber a una economía comandada en forma centralizada y unitaria en una junta de planificación, si bien no fue sucedida por un desarrollo lineal de intelectuales, tuvo entre sus adherentes a Karl Wittfogel y Karl Polanyi.

#### Síntesis de las críticas
De las tres corrientes iniciadas por Mises, Brutskus y Weber, dos han sido sintetizadas, compiladas y perfeccionadas por importantes representantes de las mismas: la de la llamada escuela austríaca de Mises-Hayek-Kirzner que ha quedado en manos de Jesús Huerta de Soto en su libro Socialismo, cálculo económico y función empresarial, que se centra en el problema de la creación de información subjetiva y no intercambiable por los propietarios independientes, cuya conclusión es que sólo en un mercado pueden y necesitan éstos actuar como emprendedores siendo aquel el espacio para su cuantificación abstracta, y la de Brutskus-Polanyi-Roberts que fue mejor tomada en cuenta por Peter Boettke en su libro The Political Economy of Soviet Socialism: The Formative Years, 1918-1928, cuyo enfoque sistémico y estructural basado en la distinción entre las organizaciones policéntricas y jerárquicas resulta en la conclusión de que la libre división social del trabajo es necesaria para poder abstraer el valor y así coordinar ex post las producciones planificadas en cada empresa, corolario del proceso de mercado cuyo veredicto en la forma de precios de los bienes de capital es condición para la posibilidad de concentración horizontal de las unidades de producción o la necesidad de su segmentación, y por lo cual la economía soviética se descubre como una aporía por ser una versión adulterada del sistema policéntrico (monetario y mercantil) en el cual las firmas estatales se rigen por premios y castigos económicos desligados de los precios, lo que por ende conlleva a que éstas no determinen su producción en función de los costos de oportunidad ni de las capacidades reales del resto de la economía, como sí ocurre cuando el mercado puede formar precios reales por competencia que es la naturaleza de una coordinación no planificada. Ambas perspectivas, tanto la de la crítica austríaca "subjetivista" como la paralela a la misma de carácter más "objetivista", así como aquella elaborada por Weber, aunque nacen de una misma conclusión primigenia se encuentran separadas por la primacía que en cada caso se da a los diferentes elementos del problema. La crítica weberiana al socialismo colectivista no ha sido solamente de naturaleza sociológica y política: su estudio del problema del cálculo económico ha sido tomado en cuenta por las otras dos corrientes principales mencionadas y eventualmente incorporadas a las mismas. Weber analizó tempranamente el problema medular de la producción planificada a escala y con base en un profundo conocimiento de la teoría económica, y a pesar de que no lo hizo en la misma extensión y detalle que Mises y Brutskus, ahondó con mayor profundidad en cuestiones que luego se revelarían precursoras de aquellas contempladas por la economía institucional. La especificidad de su obra ha sido varias veces analizada por Stephen D. Parsons, en especial en su libro Money, Time, and Rationality in Max Weber y en su ensayo "Max Weber, Socialism, and the Space for Time".
La inclusión de las líneas de análisis trazadas por Mises, Brutskus y Weber en el análisis técnico posterior de las economías soviéticas, sería llevada a cabo, reconocida y desarrollada con mayor elaboración por los principales autores dedicados a los problemas del llamado "socialismo real" bajo regímenes de partido único comunistas, a saber: János Kornai ("Economía de escasez"), Richard Portes ("Economía del desequilibrio") y Serguei Oushakine ("Economía del almacenamiento"), entre otros.

### Joseph Schumpeter, Thomas Ashton y Douglass North: las aporías sobre el origen del capitalismo
Economistas austríacos como Joseph Schumpeter han revisado los orígenes del capitalismo y han rechazado la noción marxista de acumulación originaria como una contradicción autorreferente que requiere capital inicial para la actividad de una supuesta burguesía violenta originaria:

El problema de la acumulación originaria se presentó primero a muchos autores, principalmente, a Marx y los marxistas, que adherían a una teoría de la explotación del interés y que, por lo tanto, tuvieron que hacer frente a la cuestión de cómo los explotadores se aseguraron el control de una reserva inicial de 'capital' (como sea que se defina) con el cual explotar – una cuestión que la teoría es per se incapaz de responder, y la cual solo puede responderse, obviamente, de una manera irreconciliable con la idea de explotación.

Schumpeter argumentó que el imperialismo no pudo ser un sistema de arranque necesario para el capitalismo, ya que el capitalista debió entonces disponer de un capital previo para lograr el poder social que lo transformara en imperialista, y parte de la propia teoría de la acumulación originaria marxiana:

Hemos visto cómo se convierte el dinero en capital, cómo sale de éste la plusvalía y de la plusvalía más capital. Sin embargo, la acumulación de capital presupone la plusvalía; la plusvalía, la producción capitalista, y ésta, la existencia en manos de los productores de mercancías de grandes masas de capital y fuerza de trabajo. Todo este proceso parece moverse dentro de un círculo vicioso, del que sólo podemos salir dando por supuesto una acumulación «originaria» anterior a la acumulación capitalista, una acumulación que no es fruto del régimen capitalista de producción, sino punto de partida de él.

Schumpeter señala entonces que esta "acumulación" creadora de la burguesía capitalista presupone a su vez a la burguesía como sujeto y objeto del proceso. Luego, si el capital fue el sujeto de la supuesta expropiación, la nobleza feudal debió transformarse espontáneamente en otra clase productora de mercancías agrarias y luego acometer la expropiación de trabajadores propietarios no mercantiles, lo cual contradice no sólo la teoría marxista sino la historia siendo que los cercamientos sólo convirtieron a los señores en propietarios completos de la tierra en tanto los campesinos en arrendatarios de aquellos a la vez que propietarios completos de su producción. En cuanto al capital como objeto, si se presupone que preexistía una burguesía capitalista urbana que habría hecho posible el consumo de la nueva producción mercantil, no hay forma de explicar cómo este capital inicial se originó salvo apelando a nociones que el mismo Marx había desechado al inicio de su obra (el "intercambio desigual", el crédito usurario, etc.) ya que se encuentran fuera de la esfera de la producción y dentro de la esfera de la circulación, por lo cual su misma aceptación entra en contradicción con la supuesta necesidad del capital de la apropiación permanente de trabajo asalariado para poder existir, y por ende con la misma necesidad de una separación entre trabajo y capital para la obtención de plusvalía, lo cual socava el basamento de toda la teoría que hizo necesaria la hipótesis de una acumulación "originaria":

Como veremos más adelante, Marx trató de demostrar que en [la] lucha de clases los capitalistas se destruyen unos a otros y con el tiempo destruirán incluso el sistema capitalista. También trata de demostrar que la propiedad del capital conduce a una mayor acumulación. Pero esta manera de razonar, así como la misma definición de clase social, que hace de la propiedad de algo su característica constitutiva, sólo sirve para aumentar la importancia de la cuestión de la “acumulación primitiva”, es decir, de la cuestión  de cómo los capitalistas llegaron en un principio a ser capitalistas o cómo adquirieron aquel acopio de bienes, que, según la teoría de Marx, era necesario para permitirles iniciar la explotación. En esta cuestión Marx es mucho menos explícito. Rechaza con desdén el cuento de niños (Kinderfibel) burgués de que unas personas se han hecho capitalistas antes que otras, y siguen haciéndose cada día, por su superior inteligencia y capacidad de trabajo y ahorro. Y al mofarse de este cuento de los niños buenos actuaba agudamente, pues provocar una carcajada es, sin duda, un método excelente para deshacerse de una verdad molesta, como todo político sabe para su propia conveniencia. Nadie que mire los hechos históricos y presentes con un espíritu algo imparcial puede dejar de observar que este cuento de niños, aunque está lejos de decir la verdad, dice, con todo, una buena parte de ella. La inteligencia y la energía por encima de lo normal conducen en el noventa por ciento de los casos al éxito industrial y especialmente a la fundación de posiciones industriales. Y precisamente en las etapas iniciales del capitalismo y de toda carrera industrial individual el ahorro era y es un elemento importante en el proceso, aunque no tanto como lo explica la economía clásica. Es verdad que no se alcanza ordinariamente el estatus de capitalista (patrono industrial) ahorrando de un jornal o salario, para instalar una fábrica propia con los fondos así reunidos. La masa de la acumulación proviene de los beneficios y por ello presupone los beneficios; he aquí, en efecto, el fundamento racional para distinguir el ahorro de la acumulación. Los medios necesarios para dar comienzo a una empresa se adquieren  normalmente tomando a préstamo los ahorros de otras personas, cuya existencia en numerosas pequeñas reservas es fácil de explicar, o los depósitos que los bancos crean para el uso del presunto empresario. Sin embargo, este último ahorra por lo general; la función de su ahorro es ponerse a salvo de la necesidad de someterse a la dura faena cotidiana para ganar el pan de cada día y darse un respiro para mirar a su alrededor, desarrollar sus planes y asegurar la cooperación. [...] Además, había otro método análogo a éste, aunque no idéntico. En los siglos XVII y XVIII había más de una fábrica que no era más que un cobertizo que un hombre podía construir con sus propias manos y que sólo necesitaba para funcionar el equipo más simple. En tales casos lo único que se necesitaba era el trabajo manual del capitalista en retrospectiva, más un reducido fondo de ahorros [...]

Para Schumpeter la necesidad de vender el propio trabajo no deriva de la pobreza del obrero sino, por el contrario, de la demanda de mano de obra en una producción a gran escala que hace usualmente más productiva la paga de trabajo asalariado respecto a la creación de empresas de trabajadores capitalistas asociados o de cooperativas obreras, cuestión que sería señalada por el economista keynesiano James Meade por la cual la fragmentación de la economía en empresas manejadas por los trabajadores implica el sacrificio de importantes economías de escala así como en eficiencia y plasticidad para la reutilización del capital, lo cual ya Max Weber había descrito en una de sus críticas al marxismo:

Esta inevitable burocratización universal es lo que, muy en particular, se esconde tras una de las frases socialistas más citadas: la de la «separación del obrero de los medios de producción». ¿Qué significa eso? El obrero, se nos dice, está «separado» de los medios materiales con los que produce, y en esta separación se basa la esclavitud salarial a que se ve sometido. Al decir esto se piensa en el siguiente hecho: en la Edad Media, el trabajador era dueño de los utensilios con que producía, mientras que un asalariado de hoy, evidentemente, ni lo es ni lo puede ser, y ello tanto si la mina o la fábrica en cuestión son explotadas por un empresario privado, como si lo son por el Estado. 'También significa lo siguiente: el artesano compraba él mismo las materias primas que transformaba, cosa que no ocurre ni puede ocurrir hoy en el caso del asalariado; consecuentemente, el producto quedaba en la Edad Media –y queda todavía donde sigue existiendo el artesanado– a la libre disposición de cada artesano, que podía venderlo en el mercado y explotarlo en provecho propio, mientras que en las grandes fábricas de hoy no queda en propiedad del obrero, sino de quien es dueño de estos medios de producción, bien sea, como ya se indicaba antes, el Estado, bien sea un empresario privado. Esta es la verdadera situación actual, pero se trata de una situación que de ningún modo es peculiar del proceso de producción económico. Eso mismo constatamos también, por ejemplo, en el ámbito de la universidad. El antiguo profesor o catedrático de universidad trabajaba con la biblioteca y los medios técnicos que él mismo encargaba y adquiría, y así producían los químicos, por poner un caso, todas aquellas cosas que necesitaban para trabajar científicamente. El grueso de quienes trabajan hoy en la universidad moderna, especialmente los trabajadores de los grandes institutos, se encuentran a este respecto exactamente en la misma situación que cualquier obrero. Pueden ser despedidos en todo momento. Dentro de las dependencias del instituto no tienen otros derechos que los obreros en el recinto de la fábrica. Al igual que éstos, también ellos han de someterse al reglamento fijado. No tienen ningún derecho de propiedad sobre los materiales o aparatos, máquinas, etc., que se utilizan en un instituto físico o químico, en uno anatómico o clínico; todo eso es de propiedad pública, aunque bajo la administración del director del instituto, que se encarga de cobrar las tasas correspondientes; el asistente, por su parte, percibe un sueldo que no difiere esencialmente del de un obrero cualificado. Exactamente lo mismo encontramos en el ejército. El caballero de otrora era dueño de su caballo y de su armadura. De alimentarse y armarse tenía que ocuparse él por su cuenta. La constitución militar de entonces se basaba en el principio del autoequipamiento. Tanto en las ciudades antiguas, como también en los ejércitos de caballeros feudales de la Edad Media, cada uno se tenía que agenciar su armadura, su lanza y su caballo, y traerse los víveres. El ejército moderno surgió en el momento en que se introdujo el menaje de los soberanos, es decir, cuando el soldado y el oficial (que ciertamente son algo distinto del funcionario, pero que en este sentido son equiparables a él) dejaron de ser dueños de los instrumentos bélicos. En esto se basa, precisamente, la cohesión de los ejércitos modernos. También por eso no tuvo posibilidad durante mucho tiempo el soldado ruso de huir de las trincheras, ya que existía este aparato del cuerpo de oficiales, de la intendencia y de los demás funcionarios, y todos sabían en el ejército que su existencia entera y, por supuesto, su alimentación dependían de que funcionara este aparato. Todos ellos estaban «separados» de los instrumentos bélicos, al igual que el obrero lo está de los medios de la producción. En la misma situación que un caballero se hallaba un funcionario de la época feudal, es decir, un vasallo investido de la soberanía administrativa y judicial. Tenía que pagar de su propio bolsillo los gastos de la administración y de la justicia, y para ello recaudaba impuestos. Estaba, pues, en posesión de los medios administrativos. El Estado moderno surge a raíz de que el soberano incorpora eso a su propio menaje, emplea a funcionarios a sueldo y con ello consuma la «separación» de los funcionarios de los medios de trabajo. Por todas partes, pues, lo mismo: los medios de producción en el seno de la fábrica, de la administración pública, del ejército y de los institutos universitarios quedan concentrados merced a un aparato humano burocráticamente organizado en las manos de quien rige este aparato. Esto se debe, en parte, a razones de tipo puramente técnico, a la naturaleza de los modernos medios de producción: máquinas, cañones, etc.; pero en parte, también, sencillamente a la mayor eficacia de esta clase de acción conjunta de las personas: al desarrollo de la «disciplina», de la reglamentación del ejército, de la administración, del taller, de la empresa. De cualquier modo, es un error grave considerar que esta separación del obrero de los medios de producción es algo exclusivo y peculiar de la economía privada. Este estado fundamental de las cosas no cambia lo más mínimo cuando se sustituye a la persona que rige dicho aparato; cuando, por ejemplo, manda en él un presidente estatal o un ministro, en lugar de un fabricante privado. La «separación» de los medios de producción sigue persistiendo en cualquier caso. Mientras existan minas, altos hornos, ferrocarriles, fábricas y máquinas, nunca serán propiedad de uno solo o de varios obreros en idéntico sentido a como los medios de producción de un ramo artesanal eran en la Edad Media propiedad de un maestro gremial, de una cooperativa artesana local o de todo un gremio. Eso es algo que queda excluido por la naturaleza misma de la técnica moderna.

Por tanto el binomio capital-trabajo no se trata de un fenómeno retroalimentado que habría surgido entre unos primeros productores diligentes y otros holgazanes, que sería para estos autores el "hombre de paja" que Marx habría hecho de la interpretación liberal de la historia del capitalismo moderno, sino el fruto constante de un proceso diariamente regenerado, que a inicios de la Revolución Industrial tomó la forma de un éxodo de trabajadores a las ciudades que no fue consecuencia del capital sino causa del mismo, y que se regenera actualmente del nuevo capital producto de la actividad empresaria y no de su mera acumulación.
El problema del ahorro en el modelo marxiano lleva entonces a Schumpeter a observar el segundo paso necesario de la argumentación respecto a la acumulación originaria o "primitiva" partiendo de la caricaturización del ahorro mismo y de un contradictorio papel infraestructural de la violencia en el surgimiento de la burguesía:

La carcajada hizo su efecto, sin embargo, y ayudó a despejar el camino a la otra teoría de Marx de la acumulación primitiva. Pero esta teoría no es tan exacta como sería de desear. La fuerza, el robo, la subyugación de las masas facilitan su expoliación y, a su vez, los resultados del pillaje facilitan la subyugación; todo esto era correcto, por supuesto, y concordaba admirablemente con las ideas comunes entre los intelectuales de todos los tipos, aún más en nuestros días que en los de Marx. Pero evidentemente esto no soluciona el problema, que es explicar cómo algunos adquirieron el poder para subyugar y robar [...y cómo evitaron que esta misma expoliación devenga esclavitud] si se acepta el punto de vista burgués de que el feudalismo era un reinado de la fuerza. [...] La teoría de las clases concebida primordialmente para las condiciones de la sociedad capitalista se extendió a su predecesora feudal, y algunos de los problemas más espinosos fueron relegados al recinto feudal para aparecer como zanjados, en forma de datos, en el análisis de las formas capitalistas. El explotador feudal fue simplemente reemplazado por el explotador capitalista. En los casos en que los señores feudales se convertían efectivamente en industriales bastaría con esto para resolver lo que aún quedaba de problemático. La prueba histórica ofrece cierto apoyo a esta concepción; muchos señores feudales, especialmente en Alemania, establecieron y dirigieron, efectivamente, fábricas, aportando a menudo los medios financieros, con sus rentas feudales, y el trabajo, con la población agrícola (en muchos casos sus siervos, aunque no necesariamente). En todos los demás casos el material utilizable para tapar este hueco es claramente inferior.

La única manera correcta de expresar la situación, afirma Schumpeter, es diciendo que, desde un punto de vista marxista, no hay explicación satisfactoria, sin que para obtenerla es preciso acudir a elementos extraños a Marx que sugieren conclusiones no marxistas, ya que incluso en el caso de la acumulación de capital comercial por robo “la explicación de Marx es inadecuada, porque, en última instancia, el robo afortunado ha de basarse en la superioridad personal del que roba” y admitirlo insinúa una teoría muy diferente de la estratificación social:

Esto, sin embargo, adultera la teoría tanto en su raíz histórica como en su raíz lógica. Como la mayoría de los métodos de acumulación primitiva explican también la acumulación ulterior –la acumulación primitiva como tal continuaría a través de toda la era capitalista–, no es posible decir que la teoría de Marx sobre las clases sociales sea correcta, excepto para la explicación de las dificultades relativas a los procesos de un pasado remoto. Pero es tal vez superfluo insistir en las deficiencias de una teoría que ni en los casos más favorables se acerca por ninguna parte a la médula del fenómeno que pretende explicar y que nunca debió haber sido tomada en serio. [...] La división tajante entre personas que (juntamente con sus descendientes) se supone que son capitalistas de una vez para siempre y otras que (junto con sus descendientes) se supone que son proletarios de una vez para siempre no solamente es, como se ha apuntado con frecuencia, totalmente irreal, sino que pasa por alto el punto saliente con respecto a las clases sociales: la incesante elevación y caída de familias singulares al estrato superior y su incesante descenso del mismo. Los hechos a que estoy aludiendo son todos obvios e indiscutibles. Si no aparecen en el tapete de Marx la razón sólo puede radicar en sus implicaciones no marxistas.
Disponemos [...] de un considerable cúmulo de historiales sobre familias industriales, intelectuales e incluso obreras. Se ha comenzado a preparar colecciones de historiales familiares, entre los cuales destaca la realizada por el profesor Haensels (Moscú), que supera el millar de casos. La descripción que resulta es acorde con el dicho americano: "Tres generaciones separan a un descamisado de otro descamisado". En grado aún superior respalda nuestra tesis de que el contenido de toda clase "superior" no se modifica meramente, sino que se forma actualmente por la elevación y decadencia de familias concretas; e igualmente, que la demostrable transgresión de las barreras de una clase no es la excepción sino la regla invariable en la vida de toda familia perteneciente a una "clase superior", y, a pesar de ciertas variaciones de detalle, no es probable que nos encontremos con grandes sorpresas. 
Naturalmente, el problema más interesante está en qué medida las familias industriales se reclutan directamente en las clases trabajadores, y en qué medida también del estrato superior de esta clase [...]. Un censo ordinario servirá para responder a esta pregunta, que debemos agradecer a Chapman. Este investigador estudió la industria algodonera de Inglaterra y encontró que entre el 63 y 85 por 100 de los empresarios y otros directivos habían surgido directamente de la clase trabajadora [...]

Tampoco el capitalismo podría haber sido necesario para fortalecer el imperialismo, ya que el imperialismo fue preexistente al capitalismo. Schumpeter considera que, sea cual sea la evidencia empírica acerca de la existencia del imperialismo, el comercio mundial capitalista, por principio, solo se pudo ampliar por razones pacíficas. Si el imperialismo se produjo, afirma Schumpeter, no tuvo nada que ver con la "naturaleza intrínseca" del capitalismo o con la "expansión del mercado capitalista". La distinción entre Schumpeter y Marx es aquí sutil. Marx afirmó que el capitalismo requiere de la violencia y el imperialismo, en primer lugar para poner en marcha el capitalismo con un botín inicial y para desposeer a una población que así podría ser inducida a entrar en las relaciones capitalistas en condición de obreros, y, a continuación, como una forma para superar los mortales contradicciones generadas dentro de las relaciones capitalistas a lo largo del tiempo. Schumpeter argumentaba que el imperialismo es resultado del impulso atávico que persigue un Estado en forma independiente de los intereses económicos de la clase dominante en la sociedad burguesa:

El imperialismo es una de las herencias de la monarquía absoluta o de Estado. Nunca podría haber evolucionado de la 'lógica interna' del capitalismo. Sus fuentes provienen de la política de los príncipes y las costumbres de un ambiente precapitalista. Pero incluso no es imperialismo la exportación de un monopolio. Nunca un monopolio se podría haber transformado en imperialista por las solas manos de una burguesía pacífica sin la existencia de un Estado previamente tendiente al imperialismo. Si así ocurrió es porque la maquinaria de la guerra –su ambiente social– fue el producto previo de una clase marcialmente orientada (es decir, la nobleza estatal) que se mantuvo a sí misma en una posición dominante y con la cual todos los diversos intereses productores de armamento de la burguesía de la guerra podían aliarse. Esta alianza mantuvo viva los instintos de lucha y las ideas de dominación. Esto llevó a relaciones sociales que tal vez en última instancia se pueden explicar en los términos de las relaciones de producción, pero no como un producto de las relaciones productivas del capitalismo por sí mismo.

Marx mismo, en cierta medida, expresó sus dudas sobre la veracidad de su teoría de la acumulación primitiva, cuando describe en el capítulo 25 de El capital el desarrollo del capitalismo en América del Norte. Citó a Wakefield contemporáneamente, quejándose de que los agricultores estadounidenses tendieran a poblar el terreno en lugar de forzar el precio del mismo y convertir a los agricultores en obreros asalariados –es decir, que los apropiadores privados no utilizaban los "métodos de la acumulación primitiva" descritos por Marx–. Como resultado los EE. UU. habían creado un en torno a la vez privado y burgués pero completamente inadecuado para la creación de capitalistas que dependieran del trabajo asalariado. El salario de los obreros americanos era más alto que el de los obreros de Europa occidental, y los empresarios se quejaban de "su falta de dependencia" para con el capital ajeno. Adicionalmente, muchas veces los propios trabajadores se convertían en empresarios o agricultores. Y sin embargo, a pesar de la falta de "métodos de acumulación primitiva", y a pesar de la supuesta "plaga anticapitalista", que, según Marx, infectaba a la población norteamericana, fue allí donde la producción capitalista se desarrolló más rápidamente.
En Australia se daba la situación opuesta. Allí el gobierno británico obligó a los trabajadores inmigrantes durante muchos años a trabajar por salarios bajos en hospedajes hasta los últimos días de su vida para conseguir un pedazo de tierra de por sí muy costoso. Esto facilitaba su transformación en trabajadores asalariados y les impedía convertirse en agricultores. Pero este "método de la acumulación primitiva" no contribuyó al desarrollo capitalista de Australia ni de otras colonias británicas. "Es muy característico, –escribe Marx - que el gobierno británico en los últimos años llevara a cabo este método de ‘acumulación primitiva’, recomendado por el señor Wakefield específicamente para su uso en las colonias. El fracaso era tan vergonzoso como el fracaso de la Ley bancaria de Peel. La única consecuencia fue que el flujo de emigrados de las colonias británicas fuera rechazado por los Estados Unidos [...]. La producción capitalista se desarrolló en Estados Unidos a pasos agigantados, mientras que aquí en Australia sólo perduró el estancamiento, el desempleo y una prostitución creciente".
Las contradicciones entre estos patrones descubiertos por Marx fuera de Europa y los que se han descrito para la mayor parte de Europa, no impidieron que la teoría de la acumulación primitiva se esparciera y terminara siendo reconocida como una verdad oficial un siglo después de la publicación de El capital fue reconocido en el mundo científico y que se encontraran pocas voces para cuestionarla.
Sin embargo, de 1960 a 1970, las teorías Marx comenzarían a ser criticadas por un grupo de economistas e historiadores que conducirían un concienzudo estudio del proceso de industrialización en Europa Occidental desde los siglos XVII a XIX. Según el historiador francés Jean-François Bergier, sus hallazgos refutan la teoría marxista de la acumulación primitiva. Ellos se reducen al hecho de que, en primer lugar, la disponibilidad de capital no juega un rol importante sino menor en la industrialización y, en segundo lugar, que la vasta mayoría en el papel de capitalistas industriales no fueron los que enriquecieron como resultado de "métodos de la acumulación primitiva" sino desde la clase media. Así es como el historiador formula esta última conclusión, en general, para la industrialización de Europa occidental:

Prácticamente todos los empresarios comenzaron con una pequeña planta, que estos construyeran para sí mismos, o que compraron, y con el mismo pequeño número de empleados. Desarrollaron su negocio en una situación de equidad sobre la base de préstamos provenientes del pequeño círculo de familiares, amigos o conocidos. Mas aun, no podrían haberlo hecho de otra forma, porque es muy raro tener acceso a grandes cantidades de capital propiedad de banqueros, comerciantes y grandes terratenientes. Tanto la expansión como la renovación de la fábrica se realizó a expensas de sus propios beneficios.
La autofinanciación fue la regla en los albores de la industrialización. Y, recién en una segunda instancia, la auto-financiación permitió que grandes empresas se expandieran a través de las empresas más pequeñas y menos rentables. De hecho, incluso la gente de negocios no pusieron su dinero en la forma de inversión industrial, y el sector bancario no cumplía con las necesidades de este último sector hasta 1850 y aun después.

La misma opinión fue expresada incluso por el famoso historiador marxista inglés Christopher Hill, refiriéndose a la investigación del proceso de industrialización de Inglaterra:

La nueva industria del siglo XVIII fue creada lenta y dolorosamente por los empresarios que la fundaron; sólo muy rara vez les ayudaron en esto los bancos provinciales locales.

En la primera etapa de la industrialización británica, indica el historiador, la mayoría de los empresarios eran agricultores, pero también había representantes de otros grupos sociales: comerciantes, terratenientes, comunidades protestantes.
En lo que concierne al capital acumulado en el curso de la "acumulación primitiva", la opinión de muchos historiadores modernos no coincide con la opinión de Marx. Hill escribe en relación con Inglaterra que no hay casi ninguna evidencia de que los fondos del "saqueo de la India", que habría comenzó en la década de 1760, pudiera haber ser invertido en la industria: la mayor parte de ella se gastó en el mantenimiento del elegante estilo de vida colonial de Nabab y en los sobornos con el fin de adquirir inmunidad política. Además, hasta la década de 1760, Inglaterra apenas recurrió al "saqueo colonial" como "método de acumulación originaria" en el sentido descrito por Marx. Todas sus colonias se limitaron esencialmente a unas pocas áreas de América Central y América del Norte, en las que no prevaleció el "robo colonial" sino el desarrollo de los colonos territoriales. En comparación con los portugueses, los holandeses y los franceses la presión fiscal era relativamente pequeña así como su participación en el comercio mundial de esclavos. Dos de las primeras colonias inglesas importantes en África (Senegal y Goreyu) rechazaron a Francia durante la Guerra de los Siete Años (1756-1763), y fue sólo a partir de este momento que surgió una verdadera participación a gran escala en el comercio de esclavos. Mientras tanto, la aceleración del crecimiento industrial en Inglaterra comenzó en tempranamente en el siglo XVIII. Esto es, casi un siglo antes del "saqueo colonial".
No muchos historiadores modernos están de acuerdo con la tesis de Marx sobre la pauperización de la población en el siglo XVIII durante la industrialización rusa. Por ejemplo, apuntan al hecho de que el salario real promedio en Inglaterra ya en el período de 1721-1745 se había incrementado un 35% en comparación con el de mediados del siglo XVII, y que continuó creciendo en el futuro, mientras que en el medio siglo anterior había caído dos veces. Por lo tanto, el proceso de pauperización de la población de Inglaterra se confina principalmente a los siglos XVI a XVII, cuando la industria todavía había evolucionado muy poco.
La mayor parte de los actuales historiadores argumentan en contra de la tesis de las expropiaciones violentas de los campesinos ingleses de sus tierras y su reflujo hacia la ciudad, señalando que las leyes del siglo XVIII, hasta cierto punto, protegía sus intereses, y que de acuerdo a éstas nadie por la fuerza podía quitarles sus posesiones personales y la unidad de su propio hogar. El desplazamiento de campesinos de sus parcelas se llevó a cabo no en la forma de expropiación o robo, sino por el uso de métodos económicos. En las villas surgió un rápido desarrollo de economías capitalistas, creando una enorme competencia para los campesinos individuales que no tenían oportunidad de introducir métodos de cultivo avanzados y que ya habían reorientado su producción para el mercado. Por lo tanto, para los agricultores fue más rentable vender sus tierras y convertirse en trabajadores asalariados, cuyo nivel de vida les resultaba más alto frente a la situación presente que además implicaba el riesgo casi certero de perder todas sus propiedades que ya no les servía como forma autónoma de subsistencia en una situación de individualización de las tierras de cultivo Esto no quiere decir que los campesinos no hubieran terminado viviendo el proceso de industrialización capitalista como un “dilema del prisionero” con un grave sufrimiento a posteriori, pero el sufrimiento no estaba asociado con el empobrecimiento artificial ni con la violencia, sino sobre los ya frágiles cimientos de sus medios de subsistencia y la propensión generalizada al cambio en el estilo de vida.
En los escritos de algunos historiadores, que, junto con Hill y Bergier, también se puede encontrar a Charles Wilson e Immanuel Wallerstein se fue elaborado una visión alternativa de las causas de la Revolución Industrial coincidente con la de Schumpeter, aunque no fueran propiamente liberales en su visión del desarrollo capitalista. Según sus conclusiones, la rápida industrialización de Inglaterra y varios países de Europa central (Prusia, los principados alemanes, Austria, Suecia) en el período comprendido entre finales del siglo XVII hasta el principio o mediados del siglo XIX, se produjo como consecuencia de la nueva mecánica económica establecida en estos países después de la guerra de los Treinta Años, 1618-1648, y en Inglaterra después de la Revolución Gloriosa de 1688. Central a este mecanismo fue el mercantilismo y el proteccionismo. Según estos historiadores y al contrario que Marx, el sistema proteccionista no fue dirigido tanto para servir a los intereses del gran capital o el comercio en su conjunto sobre el desarrollo de la industria nacional y su agricultura o para aumentar el empleo; a la inversa fue este sistema el que proporcionó el desarrollo de la industria británica, en contra de la competencia de los más fuertes, mientras que la industria holandesa posibilitó el desarrollo industrial de Prusia, Austria y Suecia. La misma razón llevó a la revolución agraria británica.
Otro elemento nuevo que surgió en este período, fue la lucha contra los monopolios y garantizar una genuina libertad de empresa. Finalmente, el tercer elemento de este nuevo período, que según muchos historiadores era un contrato social entre las empresas y la sociedad, para asegurarse de que éstas adhirieran a un cierto "código de honor" y que no se aplicarán mutuamente ninguna forma de expropiación, robo u otros métodos que pudieran interpretarse como de acumulación primitiva o expropiación revolucionaria. Por la misma razón, de acuerdo con este punto de vista, se puede explicar el éxito de la industrialización norteamericana en el siglo XIX.
La suma de estos puntos de vista casi contradice toda la teoría de la acumulación primitiva. Como han señalado incluso sus partidarios, Alemania, Estados Unidos, Austria e Inglaterra en el momento de su avance en el campo de la industrialización en los siglos XVIII-XIX, no estaban dedicadas a "robar a las colonias", y aquellos países que sí lo habían hecho (España, Portugal, Holanda, Francia), en contra de la teoría de la acumulación primitiva, crearon situaciones de crisis o declive prolongado y no tuvieron una propia revolución industrial, a pesar del enorme capital acumulado como resultado de la trata de esclavos y la expansión colonial, cuestiones que Marx describió como "robar a la gente" y que continúa en el segundo grupo durante los siglos XVIII-XIX. Sin embargo esto no contribuyó a la industrialización, ya que redujo el número de consumidores dispuestos a pagar por los bienes manufacturados. Por el contrario, la rápida industrialización ayudó a lanzar al inglés medio en el siglo XVIII a un crecimiento de los salarios en Inglaterra, y la rápida puesta en marcha de la industrialización de América en el siglo XIX llevó a un alto nivel de los salarios en los Estados Unidos. Fue esto lo que creara la demanda de consumo de masas necesaria para la producción en masas de bienes industriales y el consecuente desarrollo industrial.
En El capitalismo y los historiadores, Hayek junto a T.S. Ashton, Louis Hacker y otros historiadores del progreso tecnológico, propone una relectura no-marxista, y además liberal, de la historia del desarrollo del capitalismo, en particular la Revolución industrial y de las condiciones generales de vida durante la misma. Si bien siempre habían existido interpretaciones históricas alternativas a la marxista, tanto de hechos como de teoría, en la obra de sociólogos anteriores (Comte, Tocqueville), contemporáneos (Spencer) y posteriores a Marx (Durkheim, Weber), nunca se trató como a mediados del siglo XX de fundamentar, desde el liberalismo –y en gran medida a la manera del marxismo–, una visión integral del progreso histórico: en este caso hacia el capitalismo, la complejización progresiva de la división del trabajo, la expansión indefinida del mercado y el número creciente de clases sociales en cooperación orgánica.
Desde esta óptica liberal cuasi-historicista se plantea que, aun si se considerara al mercado capitalista un fenómeno no universal históricamente, el marxismo debería aceptar que existen leyes necesarias –para el funcionamiento y existencia– de dicho modo de producción y que no deben modificarse dentro de este. Y además, ya que para el marxismo hay leyes históricas (también necesarias) que determinan que solo un modo de producción específico e invariable puede desarrollar las fuerzas productivas en un período determinado de su desarrollo, entonces a continuación debería concluirse que, si acaso los elementos que funcionan de acuerdo a estas leyes llegan a estar presentes en mayor o menor medida en todos los modos de producción posibles, la razón de que el capitalismo sea el único orden social que "revoluciona constantemente las fuerzas productivas" reside precisamente en universalizar estas leyes (cuya historicidad smithiana consiste en una tendencia gradual a su afirmación ligada a un aumento incesante de las fuerzas productivas), dicho lo cual la crítica burguesa al socialismo se vuelve universal como crítica de la economía política contra el marxismo, y la crítica del marxismo a la economía política neoclásica como "economía vulgar" por "ahistórica" cae tanto por la específica aplicabilidad de los modelos neoclásicos al capitalismo, así como por la superioridad ahistórica (al menos para el criterio relevante en Marx: el desarrollo éticamente neutro de las "fuerzas productivas") del intercambio de mercado que se presenta solamente dentro del marco capitalista frente a los alternativos sistemas económicos cerrados (sean de redistribución o de reciprocidad en términos de Polanyi) que se darían mayormente dentro de los anteriores momentos históricos clasificados como "necesarios" modos de producción en términos marxistas.
Importantes economistas neoliberales, como Gary Becker y James Buchanan, comparten el individualismo metodológico con los liberales austríacos, pero a diferencia de estos parten de las premisas neoclásicas de la teoría de la elección racional, cuya raíz antropológica está en el Homo oeconomicus como visión estrecha del egoísmo, y que ya está presente en el realismo político de Maquiavelo, Spinoza y los "federalistas" Hamilton, Madison y Jay; también adoptan un criterio de eficiencia económica entendido como óptimo paretiano, por cuanto dentro de la historia del pensamiento económico su fuente dentro de la revolución marginalista no es la vertiente ordinal de Menger/Böhm-Bawerk sino las ramas cardinales de Walras/Pareto y Jevons/Marshall. La microeconomía por ellos creada es, en síntesis con la macroeconomía fundada por Frisch y Keynes, el paradigma dominante en términos de Kuhn: la llamada economía matemática. Todos estos autores, naturalmente, replicaron en sus propios términos "economicistas" a las fuentes y a la interpretación propias de la visión histórico-tecnológica del marxismo. Sin embargo, a diferencia de las escuelas económicas que, como la austríaca, se enfrentaron doctrinalmente al marxismo, el mainstream neoclásico nunca adhirió a una filosofía social o política específica, y su actitud hacia Marx ha sido de cuasi indiferencia, incluso respecto a los mismos clásicos. En sus Ensayos sobre la persuasión Keynes llegaría a decir que El capital era "un manual obsoleto" al cual no solo encontraba "científicamente equivocado sino además sin interés o aplicación para el mundo moderno". Si bien cabe mencionar que Keynes jamás mostró demasiado interés por los clásicos, a los que a veces citaba incorrectamente como fue el caso con Jean-Baptiste Say, este desdén sería común a todo el espectro del paradigma matemático, y paradójicamente se revertiría a fines del siglo XX con el trato atento que sus miembros más liberales darían al marxismo: es el caso de economistas como Thomas Sowell y filósofos como Robert Nozick. Este último haría al marxismo varias objeciones clave en su libro Anarquía, Estado y utopía, entre los cuales se destaca el de la circularidad que implica que la teoría del valor-trabajo, por un lado, mida el valor de los bienes –al cual los precios se adecuarían en el mercado– por el tiempo de trabajo invertido para producirlos, y que luego e inmediatamente mida el tiempo de trabajo por su valor reflejado en esos mismos precios. Nozick concluye con el comentario, "uno podría quedarse con la opinión de que la explotación marxista es la explotación de la falta de comprensión de la economía por parte de la gente".
Otro ejemplo importante de la influencia liberal en el debate es el del institucionalista Douglass North cuyo estudio clásico El nacimiento del mundo occidental: una nueva historia económica ha sido tenido muy en cuenta entre los historiadores marxistas:

La índole del estudio histórico aclara en parte la lamentable falta de explicación de los hechos relevantes que se observan en estos dos siglos. La mayoría de los historiadores profesionales comparten la tendencia de moda de despreciar las generalizaciones y prefieren especializarse en cierto campo durante un período preciso. Por eso son pocos los estudiosos que han intentado alguna vez dar una mirada sistemática y cósmica al vasto tema de Europa durante los siglos XVI y XVII.
Hay una excepción importante a esta última afirmación, y posiblemente a las anteriores, y se refiere a los historiadores marxistas, cuya teoría de la historia tropieza con dificultades con dichos siglos. De acuerdo con su óptica, al feudalismo lo sucedió el capitalismo. La dificultad está en que en 1500 el feudalismo ya estaba enterrado en Europa occidental, mientras el capitalismo, como hoy se le conoce, no había nacido aún y la revolución industrial estaba a dos siglos y medio en el futuro. Se inventó, pues, el "capitalismo naciente" o "capitalismo comercial" para llenar este lapso, como etapa de organización comercial con dinámica marxista y todo: un período de expansión durante el siglo XVI y una crisis (contracción) durante el siglo XVII, lo que condujo al capitalismo y a la revolución industrial. En nuestra explicación no existe el problema de este vacío.

Al trabajo de North debe agregarse el del economista Oliver E. Williamson en sus múltiples trabajos sobre la estructura de las instituciones en los mercados capitalistas.
El problema también sería abordado y desarrollado por sociólogos contemporáneos deudores del institucionalismo, como Jean Baechler y Simon Kuznets, entre otros.
Respecto del leninismo y su reinterpretación del marxismo para explicar en términos de explotación la relación entre los países desarrollados y los todavía subdesarrollados, el liberalismo acude en principio al mismo Marx para destacar las contradicciones internas de tal intento siendo que este era, como todo economista clásico, opuesto al mercantilismo, y además en su caso un apologeta del papel civilizador de la burguesía en los casos en que lo hizo posible el imperialismo de muchos de los países metropolitanos en sus colonias. Peter Bauer, economista del desarrollo y el más importante crítico de las doctrinas desarrollistas de Raúl Prebisch, ha destacado la fuerte influencia del marxismo-leninismo en las ideas actuales sobre el "colonialismo económico":

Estas observaciones están una vez más desligadas completamente de la realidad. No hay pago de dividendos o intereses u otras remesas al extranjero desde la mayor parte de África y ninguno desde las partes más pobres. Cuando ocurren tales pagos, representan rendimientos de recursos suministrados desde el exterior y no pagos extraídos de la población local. La prosperidad de Occidente se ha generado en su propia población y no se ha conseguido a expensas de África o de otros países subdesarrollados. Como ya hemos observado en otros contextos, los países occidentales ya estaban materialmente mucho más adelantados que los países subdesarrollados, particularmente África, cuando establecieron contacto con estos últimos en los siglos XVIII y XIX. Hay muchos países desarrollados, incluyendo algunos de los más ricos, que tienen escasos contactos económicos con el mundo subdesarrollado.
Si la gestión de empresas de propiedad extranjera y la presencia de personal emigrado en los países subdesarrollados implica explotación de la población local, se puede decir que la pobreza de estos países demuestra que han experimentado demasiado poca más que excesiva explotación. Esta conclusión, incidentalmente, se halla claramente implícita en algunos agudos aunque a menudo ignorados pasajes del Manifiesto Comunista.

### Hernando de Soto y Richard Pipes: la omisión de las funciones económicas y sociales de la propiedad privada
El economista liberal peruano Hernando de Soto fue uno de los primeros en prestar atención al carácter económico de la propiedad burguesa respecto del capital durante el intercambio, intrínseco a su capacidad tecnológica de generación de valor. Rescata la contribución del pensamiento de Marx al análisis económico de la propiedad y resume la corrección que habría que hacerle desde la perspectiva de los países en vía de desarrollo en los cuales gran parte de la masa no está constituida por proletarios legales oprimidos sino por pequeños empresarios extralegales oprimidos a pesar de contar con considerables activos:

Por ello es crucial reconocer los paradigmas marxistas latentes y luego añadirles lo que hemos aprendido en el siglo transcurrido desde que murió Marx. Hoy podemos demostrar que si bien Marx vio claro que es posible generar una vida económica paralela a los activos físicos mismos –y que "las producciones del cerebro humano aparecían como seres independientes dotados de vida"–, no llegó a captar del todo que la propiedad formal no es un simple instrumento de apropiación sino también un medio para alentar la creación del genuino valor adicional utilizable. Tampoco advirtió que los mecanismos contenidos en el sistema de propiedad mismo son los que dan a los activos y al trabajo invertido en ellos la forma requerida para la creación de capital. [...]

Marx comprendió, mejor que nadie en su tiempo, que en economía no hay mayor ceguera que la de considerar a los recursos exclusivamente en términos de sus propiedades físicas. Él era muy consciente de que el capital era "una sustancia independiente... en la que el dinero y las mercancías son meras formas que asume y de las que se desprende en su momento". Pero vivió en una época en que acaso aún era demasiado pronto para ver cómo la propiedad formal podía, mediante la representación, hacer que esos mismos recursos desempeñaran funciones adicionales y produjeran valor excedente (plusvalía). En consecuencia, Marx no advirtió que pudiera estar en el interés de todos ampliar el espectro de los beneficiarios de la propiedad.

De Soto hace énfasis en su obra que los títulos de propiedad solo fueron históricamente la punta de un iceberg de propiedad formal creciente, y el resto es un enorme recurso hecho por el hombre para extraer el potencial económico de los activos:

Marx no comprendió del todo que la propiedad legal es el proceso indispensable que fija y despliega capital; que sin propiedad formal la humanidad no puede convertir el fruto de su trabajo en formas fungibles, líquidas, que pueden ser diferenciadas, infinitamente combinadas, divididas e invertidas para producir valor excedente.

En contraposición a la antropología del americano Lewis H. Morgan que Marx y Engels hicieron suya en El origen de la familia y según la cual todas las economías comunitarias primitivas habrían sido comunistas (hipótesis que el mismo historiador marxista Eric Hobsbawm ha reconocido consecuencia de un pobre conocimiento de la prehistoria), el liberalismo se ha nutrido de la antropología de diferentes autores e historiadores como Denman W. Ross, Alfred Irving Hallowell, H. Ian Hogbin, Bronisław Malinowski y especialmente Fustel de Coulanges, autor de La ciudad antigua. Esta visión del origen de la propiedad privada como institución interna a las comunidades primitivas y sus obligaciones, fue resumida en la obra del historiador Richard Pipes Propiedad y libertad, en donde adopta como propias estas críticas liberales clásicas al marxismo, pero manteniendo su punto de vista neoconservador y haciendo la salvedad no de encontrar necesariamente juntas en la historia al mercado y a la libertad o al mercado y a la propiedad, mientras que sí sucedería lo propio entre la libertad y la propiedad con independencia de su forma mercantil o intracomunitaria. Por esto su crítica tiene puntos en común con la liberal pero en esencia rompe con ciertas premisas compartidas tanto por liberales como por marxistas:

Engels explicaba el surgimiento de la propiedad privada con argumentos de Morgan. En el libro El origen de la familia, la propiedad privada y el Estado (1884) intentó demostrar cómo las familias se formaron a partir de grupos de cazadores y recolectores y cómo, consecuentemente, surgió la propiedad. Esto último se explicaba a partir de la división del trabajo [...]
Este es un punto de vista sobre los orígenes de la propiedad privada claramente equivocado porque ignora el hecho elemental de que, a lo largo de casi toda la historia, la forma principal de la propiedad había sido la tierra y que nunca había sido considerada una "mercancía", en el sentido habitual de la palabra, y nunca tuvo conexión con la división del trabajo, un carácter que solo había adquirido en tiempos muy recientes (de hecho, en la época de Engels).
La propiedad privada genuina (esto es, la propiedad totalmente divorciada de controles sociales, según Marx y Engels) surgió por primera vez en el capitalismo.